# Navire cuirassé

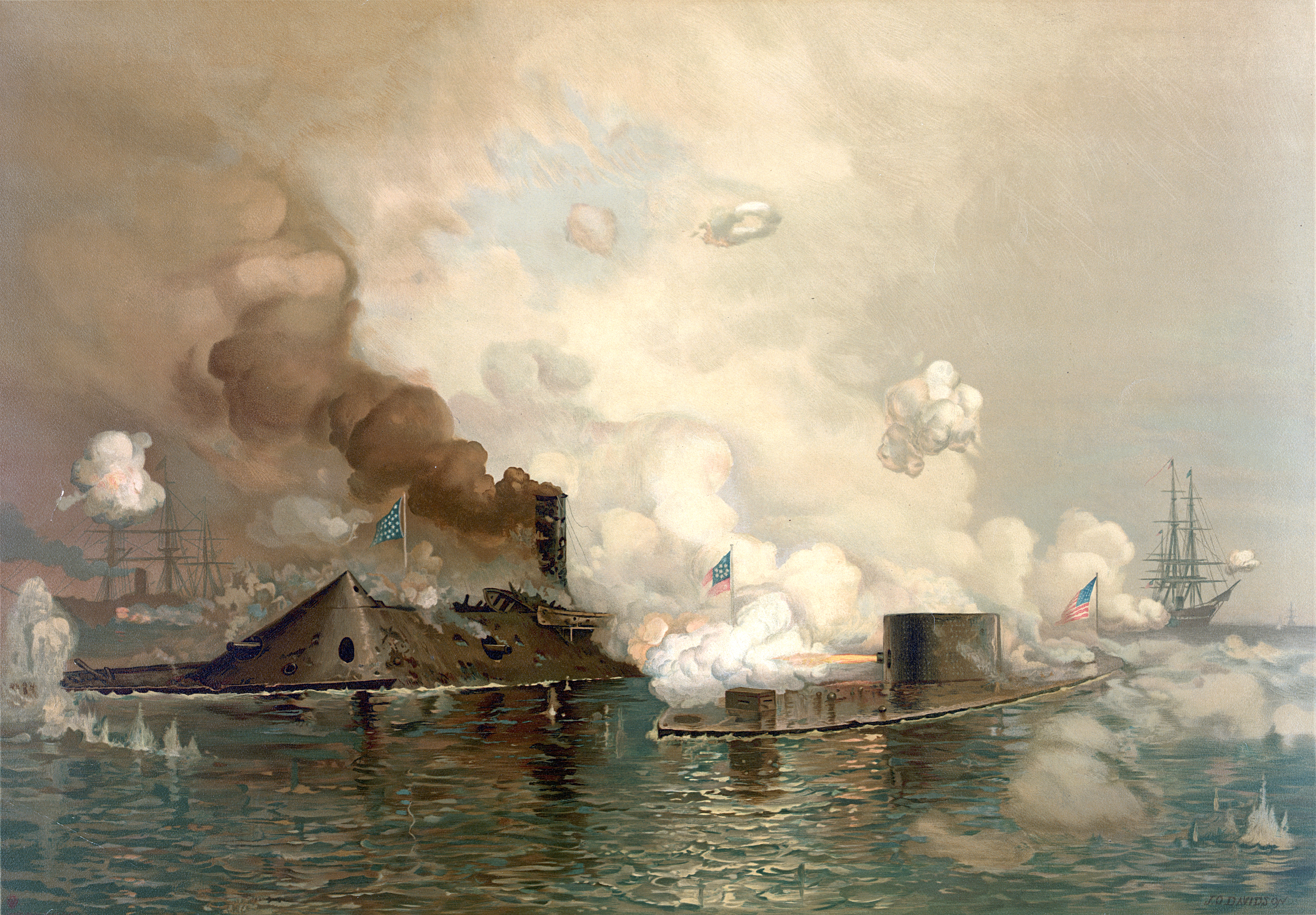
Le combat de Hampton Roads en 1862 entre le (à gauche) et l' (à droite) fut la première bataille entre des cuirassés.

Le navire cuirassé est un type de navire de guerre à vapeur de la seconde moitié du XIXe siècle protégé par des plaques de blindage en fer ou en acier. Ces cuirassés furent développés pour remédier à la trop grande vulnérabilité des navires à coque en bois face aux obus explosifs ou incendiaires. Le premier cuirassé de ce type, La Gloire, fut lancé en novembre 1859 par la Marine impériale de Napoléon III, ce qui força la Royal Navy à construire à son tour de tels navires. Après les premiers affrontements entre cuirassés durant la guerre de Sécession, il devint évident que ceux-ci avaient détrôné les simples navires de ligne et étaient devenus les navires les plus puissants de l'époque.
Les cuirassés étaient conçus pour remplir plusieurs rôles dont ceux de navires de ligne en haute mer, de navires de défense côtière et de croiseurs à long rayon d'action. L'évolution rapide des techniques de construction navale militaire de la fin du XIXe siècle transformèrent le cuirassé : de vaisseaux à coque en bois et cuirasse en fer, disposant toujours de voiles en plus de leurs moteurs à vapeur et armés avec des canons placés en batterie, ils se transformèrent en cuirassés à coque entièrement métallique, propulsés seulement par leurs moteurs et munis de tourelles. Au cœur de ces développements rapides se trouvaient les progrès de la métallurgie, qui permirent la construction de coques en acier, la fabrication de machines à vapeur plus performantes et la réalisation de canons de plus en plus puissants.
Durant cette période, les changements étaient si rapides que la plupart des navires étaient obsolètes dès leur mise en service et que les tactiques navales changeaient quasiment de bataille en bataille. Devant l'inefficacité relative du canon contre la cuirasse, beaucoup de cuirassés étaient équipés d'éperons ou de torpilles, armes qui étaient considérées comme cruciales à l'époque. Les navires de ligne ont fini par être appelés cuirassés ou croiseurs cuirassés.

## Avant les coques blindées

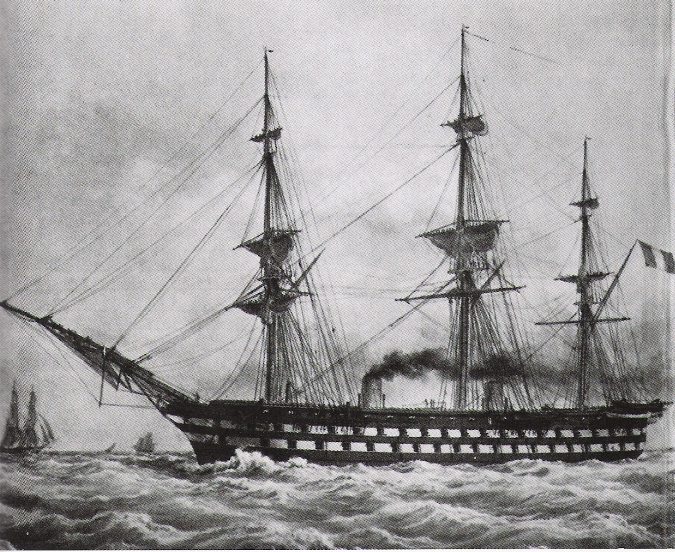
Le Napoléon lancé en 1850 était le premier navire de ligne à vapeur.

La construction des cuirassés devint possible grâce aux progrès technologiques de la première moitié du XIXe siècle. Selon l'historien naval Richard Hill, « [Le cuirassé] avait trois caractéristiques majeures : un blindage métallique, une propulsion à la vapeur et un armement principalement constitué de canons tirant des obus explosifs. C'est uniquement lorsque ces trois caractéristiques sont réunies qu'un navire de combat peut légitimement être qualifié de cuirassé. » Chacune de ces évolutions devint possible dans les décennies précédant l'apparition des premiers cuirassés.

### Propulsion à vapeur
Au XVIIIe et au début du XIXe siècle, les flottes étaient composées de deux types de navires en bois, les navires de ligne puissants mais lents et les frégates plus rapides. Le premier changement majeur à ces types de navires fut l'utilisation de la machine à vapeur pour la propulsion. Durant les années 1830, des bateaux utilisaient des roues à aubes mais la vapeur ne devint réellement utilisable pour les navires de guerre qu'après l'adoption des hélices dans les années 1840.
Des frégates équipées d'hélices entraînées par un moteur à vapeur furent construites au milieu des années 1840 et à la fin de la décennie, la Marine française équipa ses navires de ligne de machines à vapeur. Ce désir de changement fut impulsé par Napoléon III qui souhaitait accroître son influence sur l'Europe ; or cette ambition nécessitait d'être menaçant sur mer pour envisager de défier les Britanniques,. Le premier navire de guerre équipé dès sa mise en service d'une machine à vapeur fut le Napoléon lancé en 1850. Le Napoléon était armé de 90 canons, comme un navire de ligne conventionnel, mais ses moteurs lui donnaient la possibilité d'atteindre la vitesse de 22 km/h quelles que soient les conditions de vent : un avantage potentiellement décisif dans un engagement.
L'introduction de navires de ligne à vapeur entraîna la France et le Royaume-Uni dans une course à la construction navale. Huit navires identiques au Le Napoléon furent construits en France sur une période de dix ans mais le Royaume-Uni parvint rapidement à reprendre la tête. En tout, la Marine française construisit dix navires de guerre à vapeur (toujours en bois) et convertit 28 anciens navires de lignes, tandis que la Royal Navy en construisit 18 et en convertit 41.

### Obus explosifs

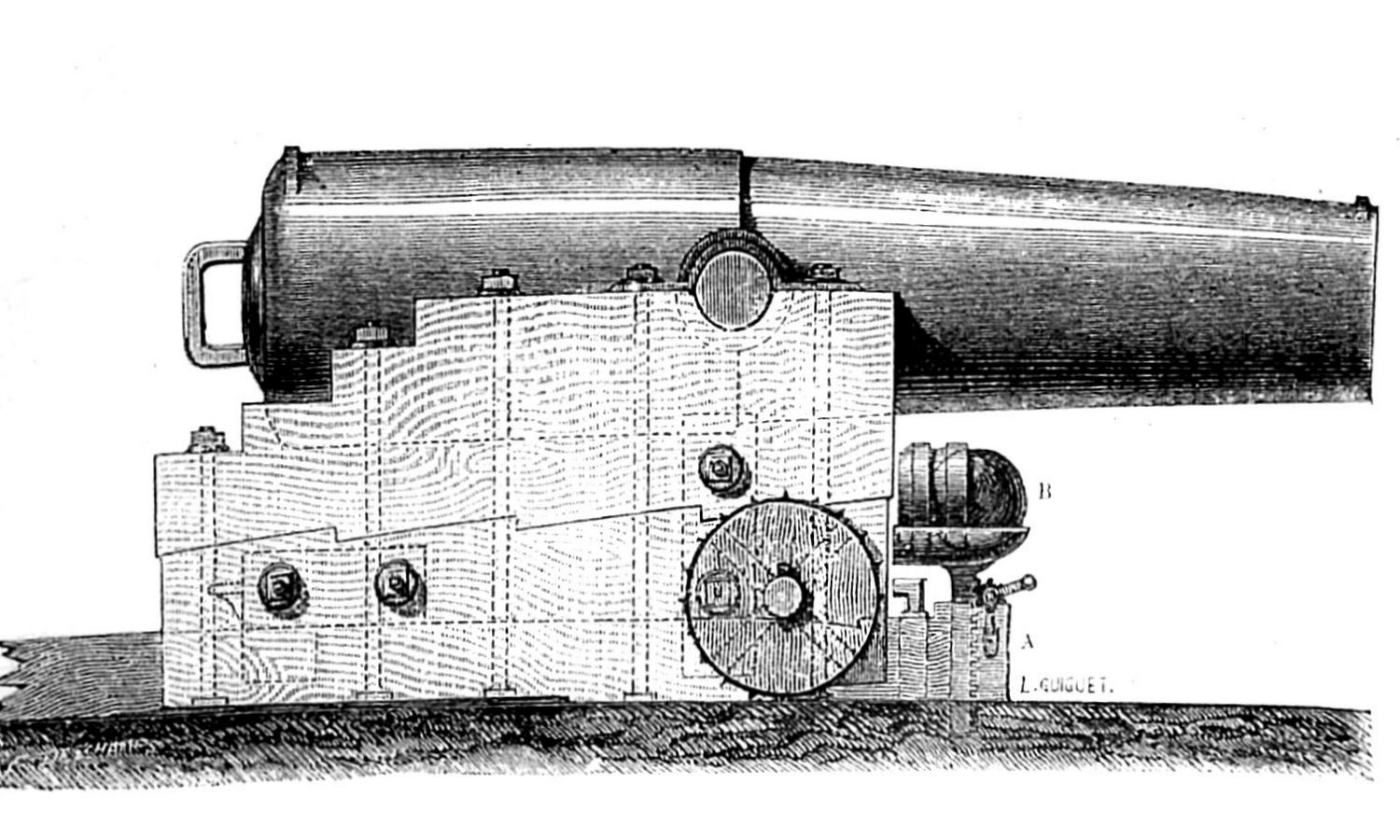
Gravure d'un canon Paixhans datant de 1860.

L'ère des navires de ligne à vapeur en bois fut brève du fait de l'apparition de nouveaux canons navals. Durant les années 1820 et 1830, les navires de guerre s'équipèrent de canons de plus en plus gros, remplaçant les canons de 18 livres (calibre 127 mm) des bateaux à voile avec des canons de 32 (155 mm) puis de 36 (162 mm) voire de 42 livres (170 mm) alors que les vapeurs disposaient de canons de 68 livres (en) (203 mm). Dans le même temps, les canons tirant des obus explosifs comme le canon Paixhans développé par le général français Henri-Joseph Paixhans devinrent la norme dans les années 1840 au sein des marines française, britannique, russe et américaine. Il est souvent retenu que la capacité des obus à enfoncer les coques en bois des navires « classiques », démontrée lors de la destruction des escadres turques par les Russes lors de la bataille de Sinope en 1853, annonça la fin des bateaux à coque en bois. Certains pensaient cependant toujours que la meilleure façon de détruire une coque en bois était de tirer à partir de canons conventionnels des boulets chauffés au rouge, de manière que ceux-ci se logent dans la coque et provoquent un incendie ou fasse exploser les munitions. Des expériences furent même menées avec des boulets creux remplis de métal en fusion pour accroître leur pouvoir incendiaire.

### Blindage métallique

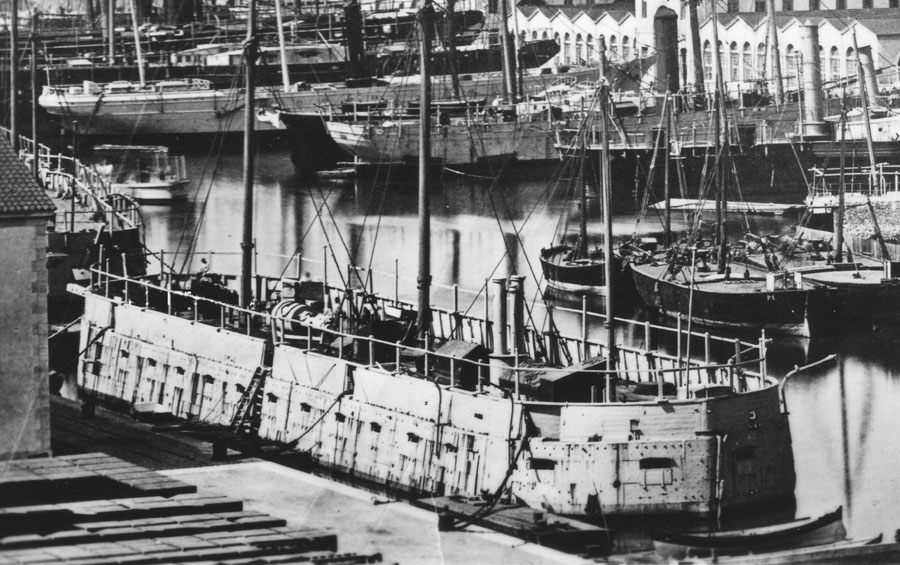
La batterie flottante française Lave en 1854 qui participa à la bataille de Kinbourn.

Avant l'ère industrielle, certains navires avaient disposé de plaques métalliques sur la coque comme les tekkōsen japonais ou les bateaux tortues coréens du XVIe siècle et certains navires européens comme le Fin de la guerre hollandais ou le Santa Anna hospitalier. Les sources à ce sujet sont néanmoins parcellaires et il est très probable que ces plaques ne servaient pas de blindage mais permettaient d'améliorer l'étanchéité et de protéger la coque contre les organismes marins. Après la démonstration de l'efficacité des obus explosifs contre les navires en bois lors de la bataille de Sinope et craignant que ses propres navires ne soient victimes des canons Paixhans des fortifications russes lors de la guerre de Crimée, l'empereur Napoléon III ordonna le développement de batteries flottantes à faible tirant d'eau équipées de canons lourds et protégées par d'épaisses plaques de blindage. Les essais au début de l'année 1854 furent convaincants et les Français informèrent les Britanniques le 17 juillet 1854 qu'une solution avait été trouvée pour protéger les navires contre les canons. Après des essais en septembre 1854, l'Amirauté britannique accepta de construire cinq batteries flottantes sur les plans français dans les chantiers navals de Thames et Millwall Iron Works sur la Tamise.

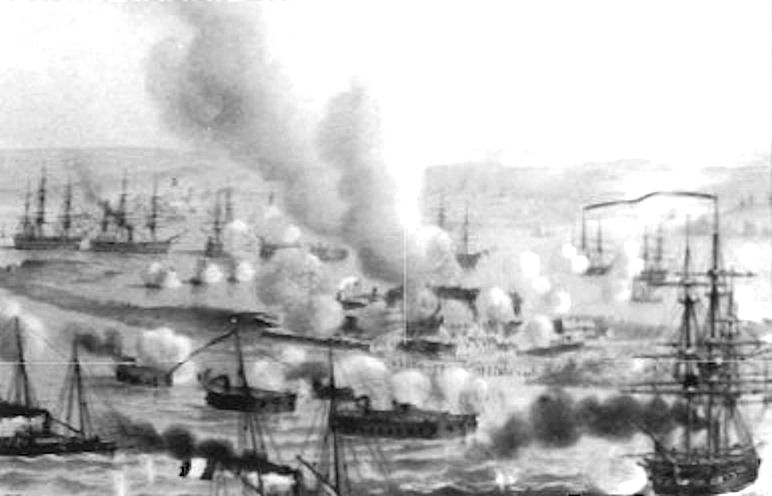
Les batteries françaises lors de la bataille de Kinbourn.

Les batteries flottantes furent déployées aux côtés des flottes de vapeurs en bois durant la guerre de Crimée pour fournir un appui aux bombardes et aux canonnières non-cuirassés bombardant les fortifications côtières. Les Français utilisèrent avec succès trois de leurs batteries (Lave, Tonnante et Dévastation) contre les défenses côtières russes durant la bataille de Kinbourn sur la mer Noire. Elles furent par la suite utilisée sur l'Adriatique lors de la guerre d'indépendance italienne en 1859. Les batteries britanniques HMS Glatton et Meteor arrivèrent trop tard pour participer aux combats à Kinburn. Les Britanniques prévoyaient de les utiliser dans la mer Baltique contre la forteresse de Kronstadt et cela a peut-être influencé les Russes dans leur décision de demander la paix. Kronstadt était néanmoins largement considérée comme la forteresse la mieux protégée au monde et ses défenses étaient continuellement améliorées suivant les progrès technologiques. Même si les batteries flottantes britanniques étaient efficaces contre Kronstadt au début de l'année 1856, les Russes avaient déjà construit un nouveau réseau de forts et déployé des mortiers et des mines navales que les Britanniques n'avaient aucun moyen de retirer sous le feu ennemi.
Ces batteries flottantes sont parfois considérées comme les premiers cuirassés mais elles ne pouvaient se déplacer seules à plus de 7 km/h et devaient être remorquées jusque sur le lieu de la bataille. Leur utilisation ne fut que marginale mais leur bref succès convainquit la France à se pencher sur la construction de navires de guerre cuirassés pour sa flotte militaires.

## Les premiers cuirassés

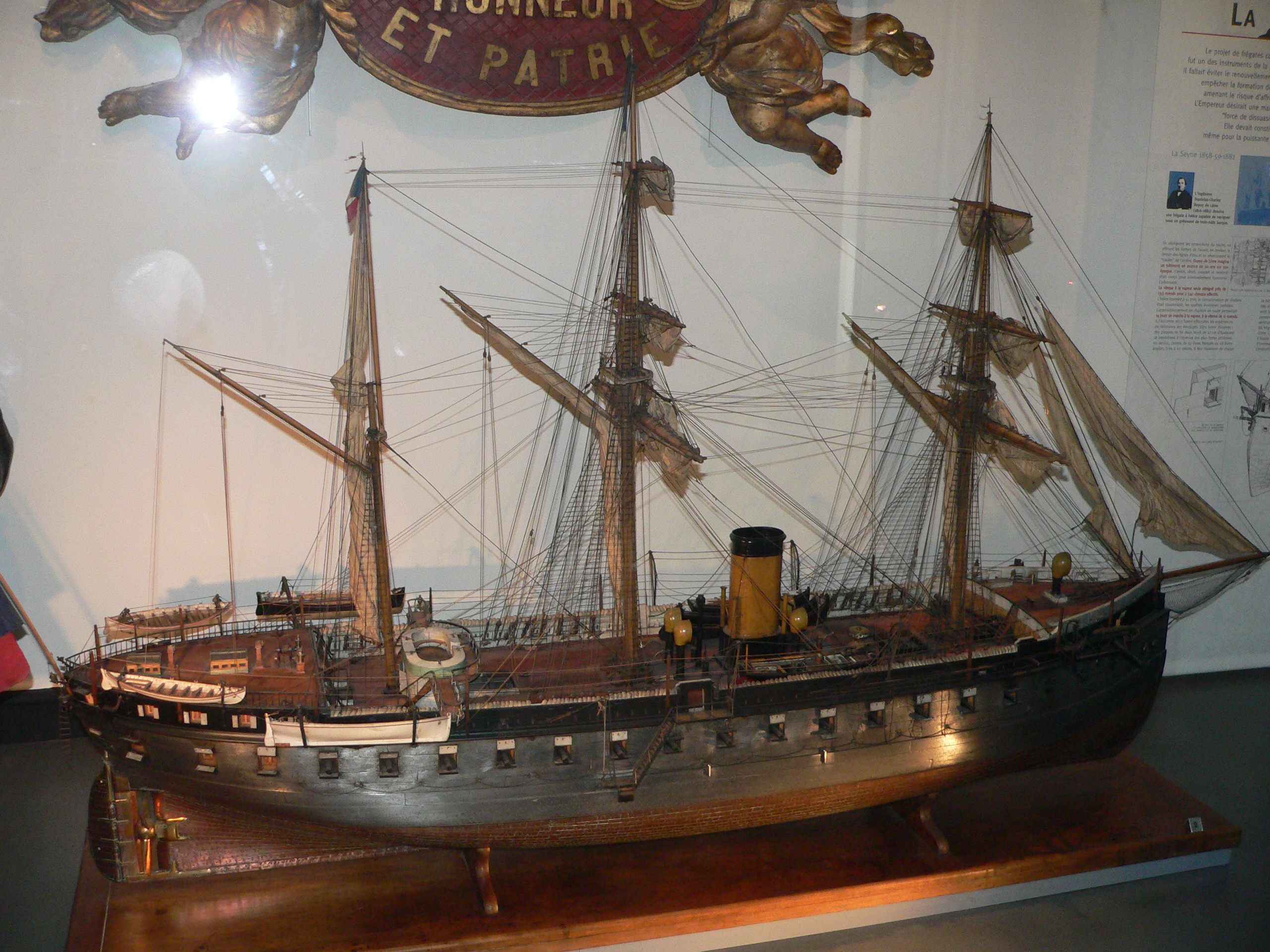
Un modèle réduit de La Gloire (1858), le premier cuirassé de haute mer.

À la fin des années 1850, il était clair que la France n'était pas capable d'égaler la capacité britannique de construction de navires de guerre à vapeur et pour reprendre l'avantage un changement de tactique s'avérait nécessaire. La conséquence de ce constat fut la construction du premier cuirassé de haute mer, La Gloire, commencé en 1857 et lancé en 1859. Sa coque en bois était calquée sur celle d'un navire de ligne à vapeur mais réduite à un seul pont. Elle fut recouverte de plaques en fer de 110 mm d'épaisseur. Le cuirassé était équipé d'une machine à vapeur entraînant une unique hélice lui permettant d'atteindre la vitesse de 24 km/h. Il était armé de 36 canons rayés de 162 mm. La France construisit 16 cuirassés, dont deux navires identiques à La Gloire et les deux seuls cuirassés à deux ponts jamais construits, le Magenta et son jumeau le Solférino.

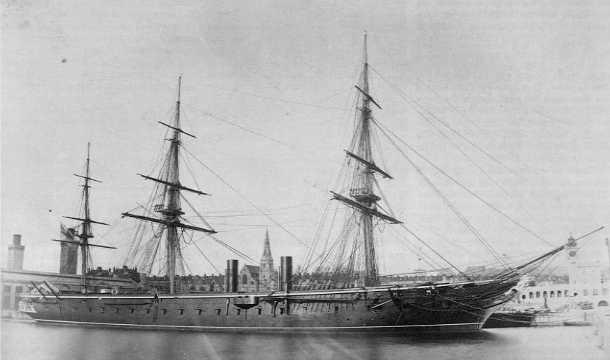
Le HMS Warrior de 1860 fut le premier cuirassé britannique de haute-mer.

La Royal Navy n'était pas disposée à perdre sa supériorité en matière de marine de guerre et elle était déterminée à surpasser les forces navales françaises dans tous les domaines et plus particulièrement dans celui de la vitesse. Un cuirassé rapide aurait l'avantage de pouvoir choisir la distance d'engagement et donc se mettre ainsi à l'abri du feu ennemi. Les spécifications britanniques étaient donc plus celles d'une frégate que d'un navire de ligne et elles imposaient l'utilisation du fer pour la coque et un allongement du navire. Le résultat fut la classe Warrior composée du HMS Warrior et du HMS Black Prince lancés en 1860. Ces navires représentaient un compromis efficace entre la protection, le rayon d'action et la navigabilité en haute-mer. Leur armement était supérieur à celui de La Gloire et la plus grande machine à vapeur alors déployée sur un navire lui permettait d'atteindre 26,5 km/h. En revanche, La Gloire disposait d'une protection complète au niveau de la ligne de flottaison et des batteries tandis que pour conserver sa vitesse, la classe Warrior devait concentrer son blindage dans une « citadelle » centrale tandis que l'avant et l'arrière étaient laissés sans protection. Les coques en fer demandaient également plus d'entretien car elles se salissaient plus vite et ne pouvaient pas être revêtues avec du cuivre comme les coques en bois en raison d'une réaction chimique corrosive. Les navires de la classe Warrior étaient les symboles de la puissance industrielle, financière et technologique britanniques et étaient certainement les navires de guerre les plus puissants au monde. Ils furent néanmoins rapidement rendus obsolètes par les rapides progrès technologiques qui ne favorisaient pas forcément la plus grande puissance navale au monde.

### Guerre de Sécession
Les cuirassés furent utilisés pour la première fois au combat durant la guerre de Sécession. Au déclenchement de la guerre, la marine américaine ne disposait pas de cuirassés et ses navires les plus puissants étaient six frégates non cuirassées propulsées par des machines à vapeur. La majorité de la flotte étant restée fidèle à l'Union, la Confédération chercha à prendre l'avantage en s'équipant de navires modernes. En mai 1861, Le Congrès des États confédérés accorda 2 millions de dollars pour l'achat de cuirassés étrangers, la construction et la conversion de navires conventionnels.
Le 12 octobre 1861, le CSS Manassas devint le premier cuirassé à combattre lorsqu'il affronta des navires de guerre de l'Union sur le Mississippi. Ce navire était un ancien bateau de commerce de la Nouvelle-Orléans converti pour le combat en eaux peu profondes. En février 1862, le CSS Virginia (anciennement USS Merrimack) rejoignit la flotte confédérée après avoir été reconstruit dans le chantier naval de Norfolk. L'USS Merrimack était à l'origine un navire de guerre en bois auquel on avait ajouté une casemate métallique. Dans le même temps, l'Union se préparait à lancer l'USS Monitor selon un concept innovant proposé par l'ingénieur suédois John Ericsson. Elle construisait également une grande frégate cuirassée, l'USS New Ironsides et la plus petite USS Galena.
La première bataille entre cuirassés eut lieu le 9 mars 1862 lorsque l'USS Monitor fut déployé pour protéger les navires en bois de l'Union des assauts du CSS Virginia et des autres navires confédérés dans l'embouchure de la James River. Durant cet engagement, connu sous le nom de la bataille de Hampton Roads, les deux cuirassés tentèrent de s'éperonner car les obus rebondissaient sur leurs blindages. La bataille eut un retentissement mondial car elle montrait que les navires en bois ne faisaient plus le poids face aux cuirassés.
La guerre de Sécession vit la construction de nombreux cuirassés par les deux camps dont le rôle ne cessa de s'accroître. L'Union construisit une cinquantaine de cuirassés sur le modèle de l'USS Monitor. De son côté, la Confédération développa des versions plus petites du CSS Virginia mais ses tentatives d'achat à l'étranger échouèrent car les nations européennes confisquèrent les navires qui lui étaient destinés. Seul le CSS Stonewall fut construit et il arriva dans les eaux américaines juste avant la fin de la guerre.

Jusqu'à la fin du conflit, les cuirassés nordistes menèrent des assauts contre les ports confédérés comme lors de la bataille de la baie de Mobile en 1864. Sur le théâtre occidental, l'ingénieur James Buchanan Eads de Saint-Louis dans le Missouri développa la classe City pour combattre sur le Mississippi. Ces excellents navires possédaient deux machines à vapeur propulsant une roue à aubes au centre du navire. Ils avaient un faible tirant d'eau qui leur permettait de remonter les affluents peu profonds. Les navires d'Eads représentaient les meilleurs navires de l'escadre du fleuve Mississippi qui joua un rôle décisif en anéantissant les fortifications sudistes sans craindre les tirs de représailles. De fait, les pertes furent essentiellement liées aux mines et aux autres cuirassés sudistes.

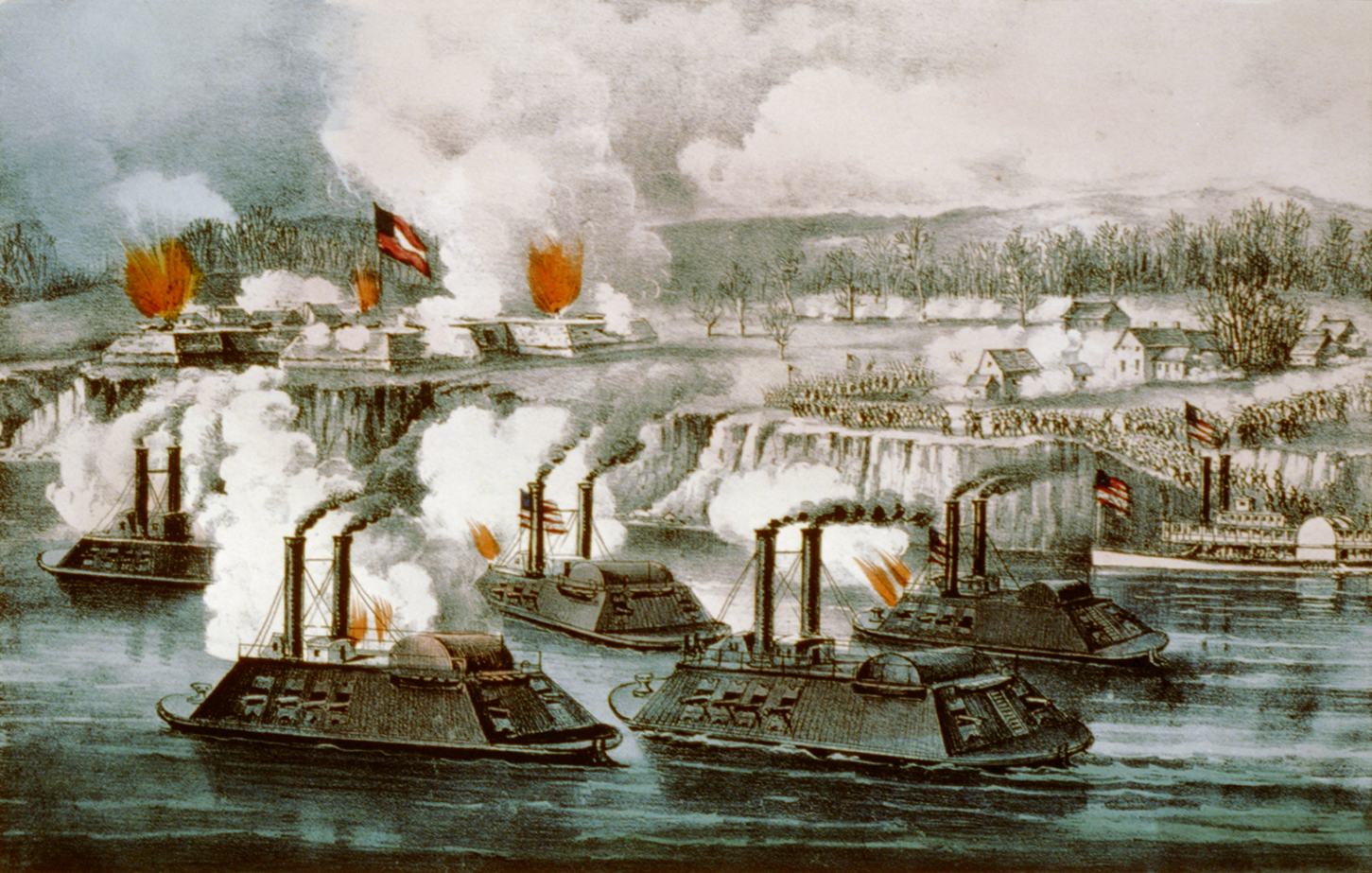
Cuirassés nordistes durant la bataille de Fort Hindman en janvier 1863.
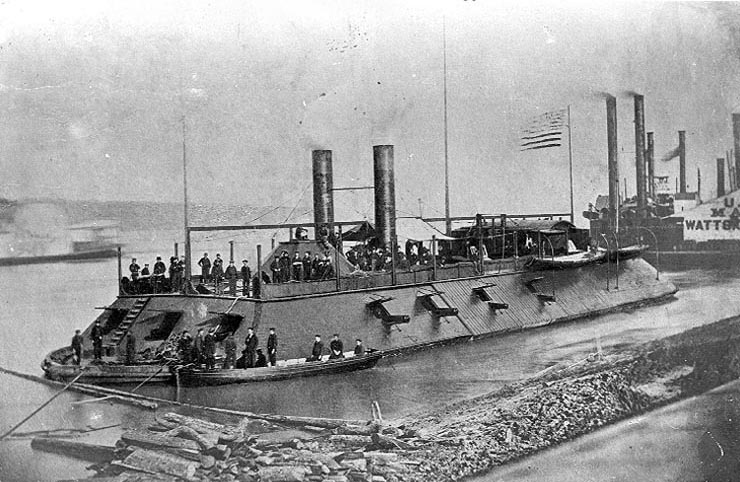
L'USS Cairo de la classe City est un exemple de cuirassé de la guerre de Sécession.
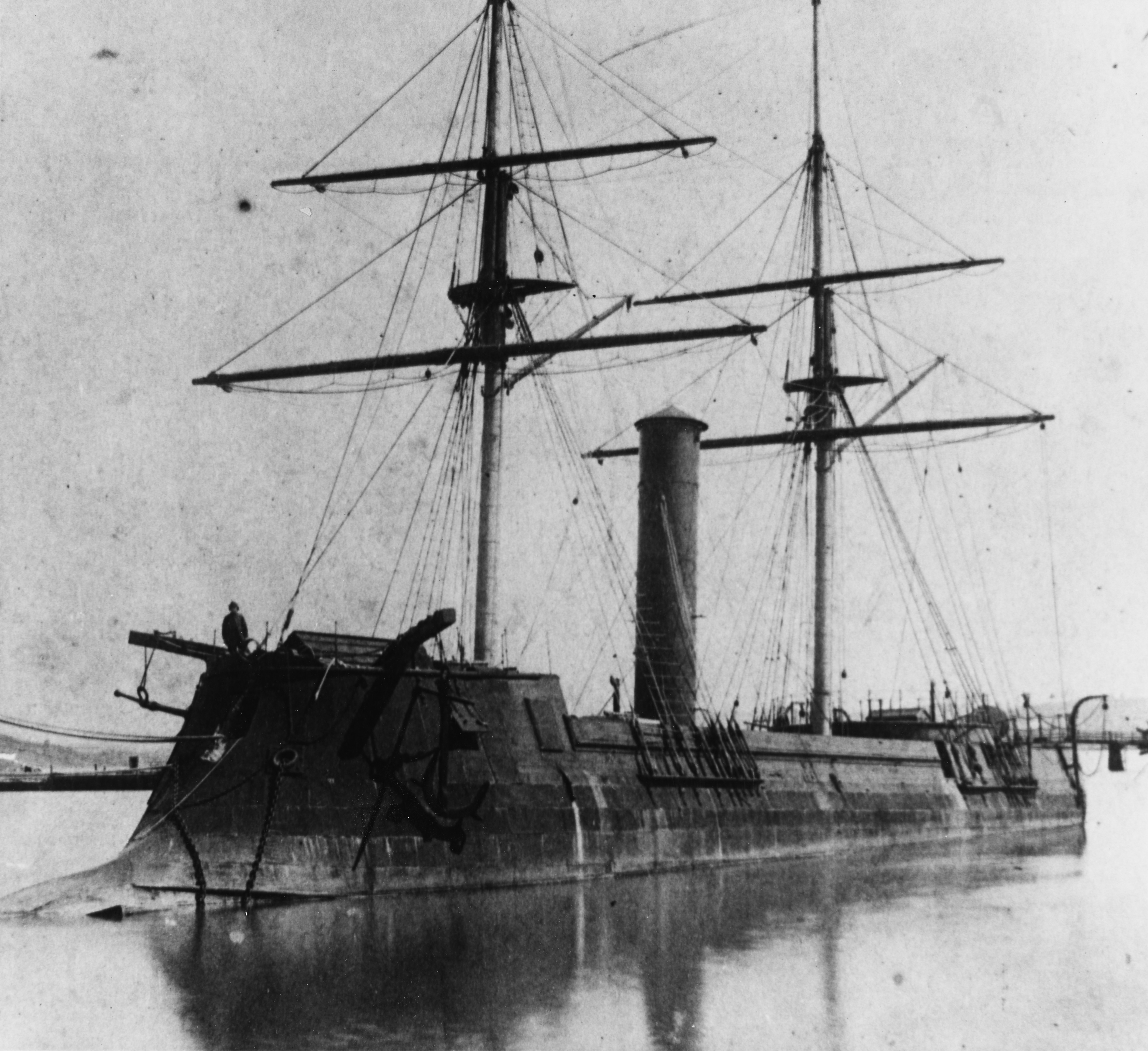
Le CSS Stonewall en 1865.

### Bataille de Lissa

Les flottes italienne et autrichienne durant la bataille de Lissa.

La première bataille navale impliquant des flottes de cuirassés fut la bataille de Lissa en 1866. Elle opposa les flottes de l'Autriche-Hongrie et de l'Italie, toutes deux composées d'un ensemble de navires en bois et de cuirassés, dans la plus grande bataille navale entre celles de Navarin et de Tsushima.
La flotte italienne était composée de 12 navires cuirassés dont le nouveau Affondatore et d'un nombre similaire de navires en bois. Celle-ci escortait des navires de transport devant faire débarquer des troupes sur l'île de Lissa dans la mer Adriatique. Face à elle, la flotte autrichienne comprenait sept navires cuirassés et une dizaine de navires en bois.
Les Autrichiens considérant leurs canons comme inférieurs à ceux des Italiens, décidèrent d'engager le combat à courte portée et d'éperonner les navires italiens. La flotte autrichienne utilisa une formation en triangle avec les cuirassés en première ligne pour charger la flotte italienne. Durant la mêlée qui suivit, les combattants furent découragés par la faible efficacité des canons et par la difficulté d'éperonner les navires ennemis. Bien que supérieure, la flotte italienne perdit deux de ses cuirassés, le Re d'Italia et le Palestro tandis que la flotte autrichienne n'eut aucune perte. L'éperon devint l'arme de prédilection des cuirassés européens pour de nombreuses années et sa victoire assura la domination austro-hongroise dans la mer Adriatique.
Les batailles de la guerre civile américaine et de Lissa influencèrent énormément la conception et les tactiques navales des flottes cuirassés. En particulier, elles enseignèrent à une génération d'officiers que l'éperonnage était la meilleure méthode pour couler un navire ennemi.

## Armement et tactiques
L'adoption du blindage métallique signifiait que l'artillerie navale traditionnelle composées de dizaines de canons légers était devenue obsolète car les obus rebondissent sur le blindage. Pour pénétrer cette armure, des canons de plus en plus puissants furent montés sur les navires. Pourtant, le point de vue selon lequel, le seul moyen de couler un cuirassé était de l'éperonner restait très répandu. Du fait de l'augmentation de la taille et du poids des canons, les nombreux canons légers placés sur les flancs comme sur les navires de ligne furent remplacés par quelques gros canons situés dans des tourelles pouvant tirer dans toutes les directions.

### Engouement pour l'éperon

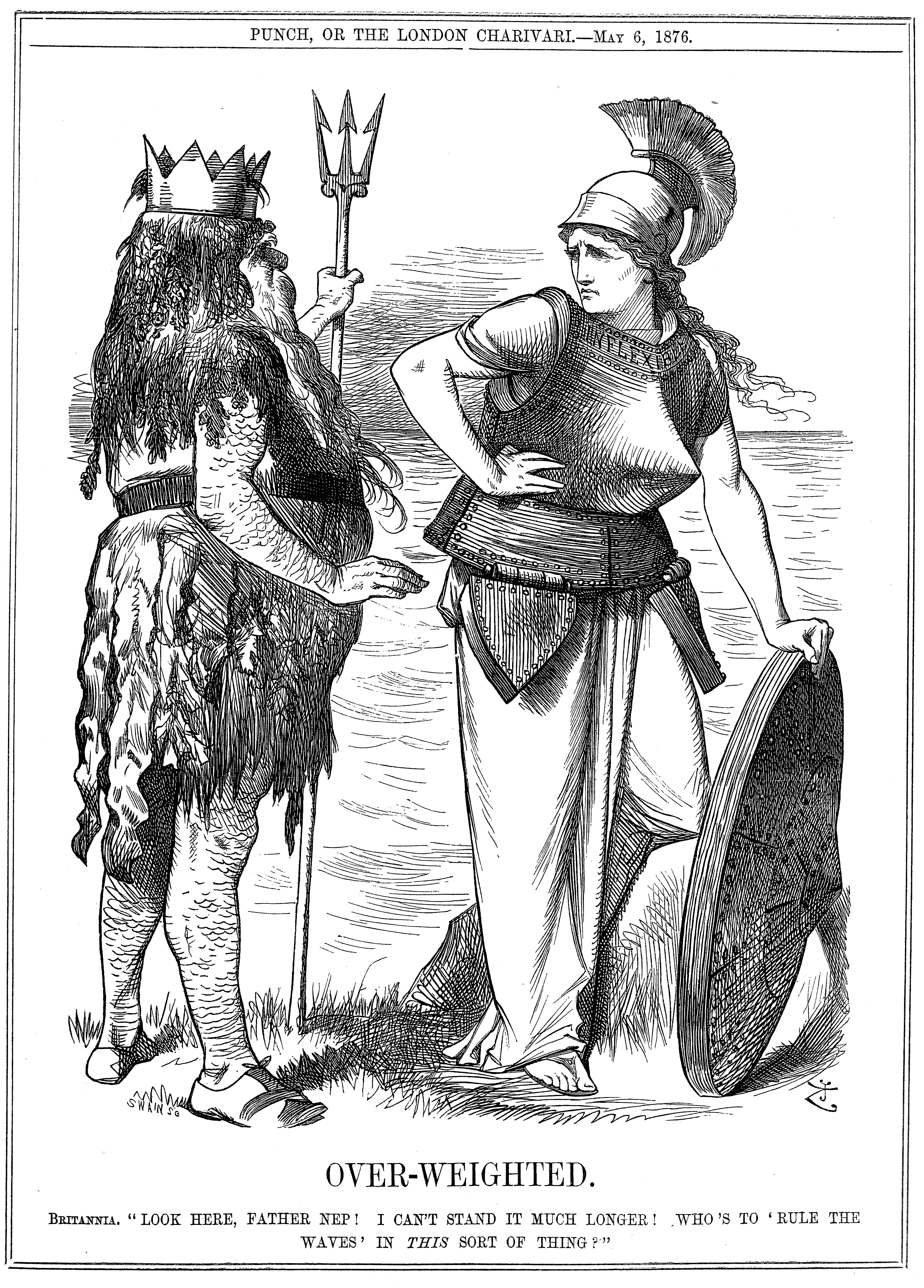
Caricature du magazine Punch montrant Britannia portant l'armure d'un cuirassé face à Poséidon. On peut remarquer l'éperon sur son plastron.

Entre 1860 et 1880, les architectes navals considéraient que l'éperon était l'arme principale de la guerre navale. Avec la vapeur qui permettait de libérer les navires du vent et leur blindage les rendant invulnérable au feu ennemi, l'éperon semblait offrir un moyen d'infliger un coup décisif à l'adversaire.
Les dégâts légers infligés par les canons de l'USS Monitor et du CSS Virginia à la bataille d'Hampton Roads et le spectaculaire mais chanceux succès de l'éperonnage du Re d'Italia par le Ferdinand Max à la bataille de Lissa accrurent l'intérêt pour l'éperon. Ceux qui notèrent le faible nombre de navires coulés de cette manière eurent du mal à se faire entendre.
La résurrection de cette tactique antique a eu un effet significatif sur les tactiques navales. En effet depuis le XVIIe siècle, la tactique dominante était la ligne de bataille où les navires formaient deux lignes parallèles et s'échangeaient des bordées latérales. Cette tactique ne convenait évidemment pas à l'éperonnage, ce qui imposa de remplacer la formation de bataille en ligne de file par d'autres formations telle que la ligne de front. Ces tactiques ne furent néanmoins jamais testées au combat et il est probable que cela aurait démontré que l'éperon ne pouvait être utilisé que contre des navires quasiment à l'arrêt comme cela avait été le cas pour le Re d'Italia. L'éperon perdit de sa popularité dans les années 1880 lorsque les torpilles permirent d'aboutir au même résultat sans subir le feu à courte portée des canons adverses.

### Développement de l'artillerie navale

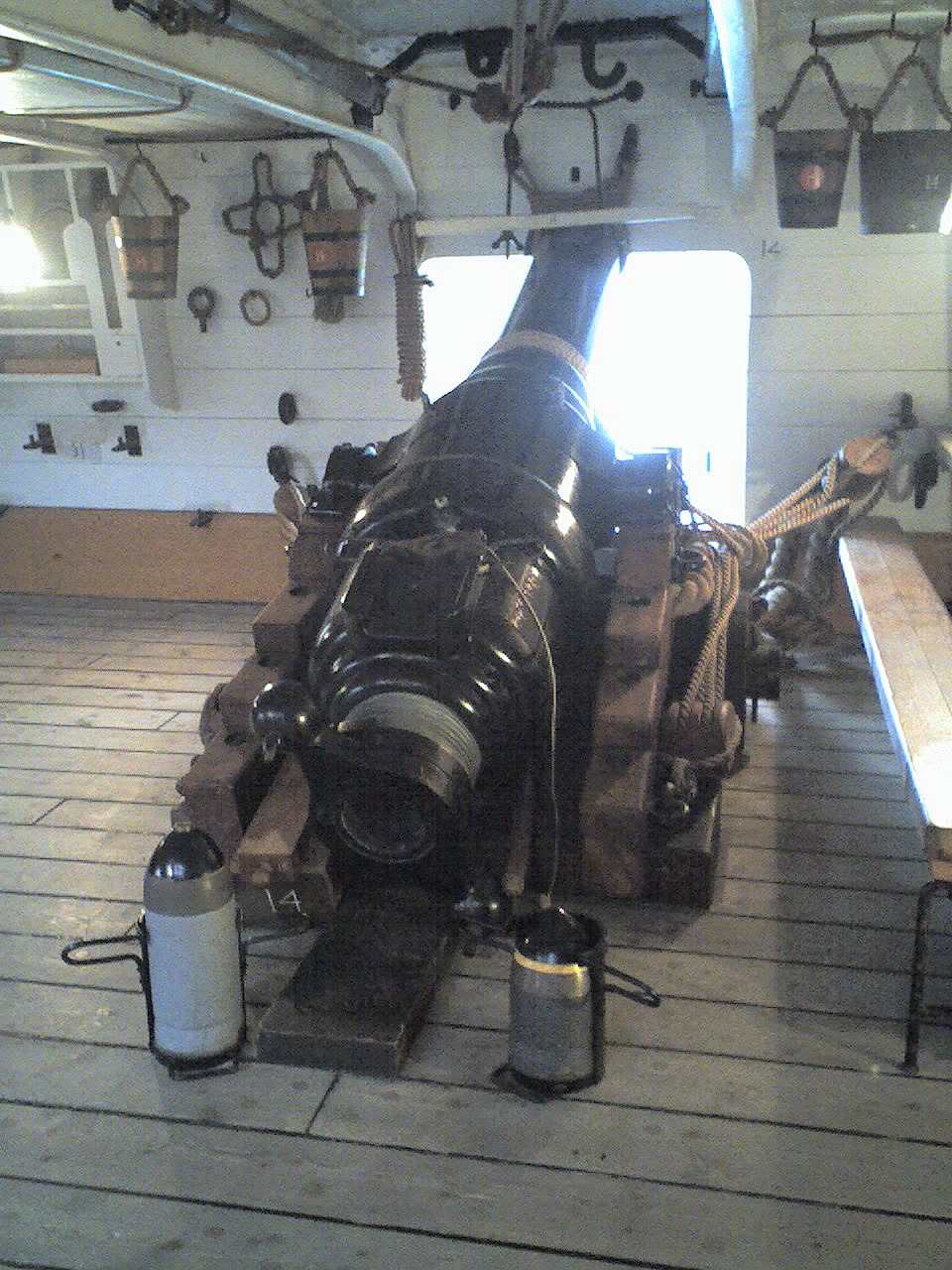
Canon Armstrong à chargement par la culasse sur le.

L'armement des cuirassés évolua vers un plus petit nombre de canons puissants capables de percer le blindage des navires ennemis. Tout au long de l'ère des cuirassés, les marines durent arbitrer entre les canons à âme lisse ou rayée et entre ceux se chargeant par la culasse et par la bouche.
Le HMS Warrior emportait une combinaison de canons Armstrong de 180 mm rayés et à chargement par la culasse avec des canons traditionnels de 200 mm non rayés et se chargeant par la bouche. Les canons se chargeant par la culasse semblaient offrir de gros avantages en particulier le fait de ne pas avoir à déplacer le canon pour le recharger. Le canon Armstrong, développé par William George Armstrong et utilisé sur le HMS Warrior, était plus léger et les rayures offraient une plus grande précision. Il était néanmoins plus difficile à utiliser et souffrait de nombreux problèmes qui entraînèrent son retrait du service et l'utilisation du chargement par la culasse resta limitée durant des décennies.
La faiblesse du chargement par la culasse était due au verrouillage de la culasse. Tous les canons exploitent la conversion explosive de la poudre à canon en gaz. Cette explosion propulse le boulet ou l'obus hors du canon mais elle impose de grandes contraintes au tube. Si la fermeture de la culasse n'est pas complète, elle risque de céder sous la puissance de la déflagration. Cela réduit la vitesse du projectile et risque de blesser les canonniers ; les canons Armstrong souffraient de ces deux problèmes. De plus, ces projectiles ne pouvaient pas percer les 114 mm du blindage équipant les navires français de type La Gloire tandis que la vis qui fermait la culasse était parfois éjectée hors du canon lors du tir. Les mêmes problèmes affectèrent les canons se chargeant par la culasse dans les marines française et allemande.
Ces problèmes poussèrent les Britanniques à équiper leurs navires de canons à chargement par la bouche jusque dans les années 1880. On vit alors une augmentation significative du poids et du calibre des canons. Les canons à âme lisse de 200 mm à bord du HMS Warrior pesaient 4 tonnes et furent suivis par des canons de 12, 25, 38 et finalement 81 tonnes d'un calibre de 406 mm. La décision de conserver des canons à chargement par la bouche jusque dans les années 1880 fut critiquée par les historiens. Cependant jusqu'à la fin des années 1870, ces canons avaient de meilleures performances sur le plan de la portée et de la cadence de tir que les canons à chargement par la culasse.

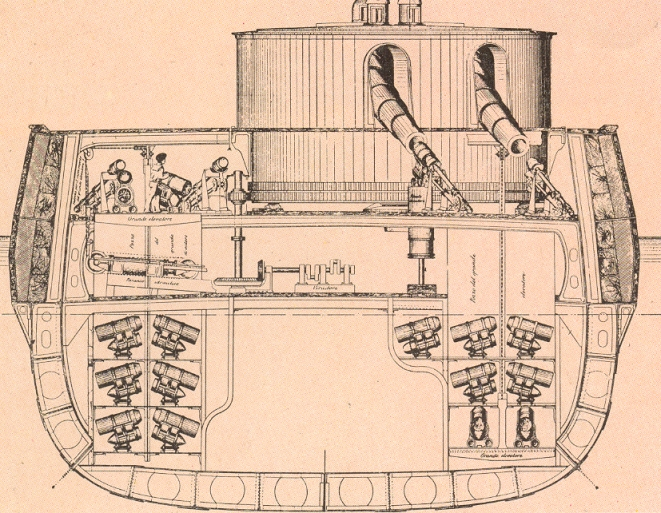
Rechargement par la bouche des canons du cuirassé italien Caio Duilio.

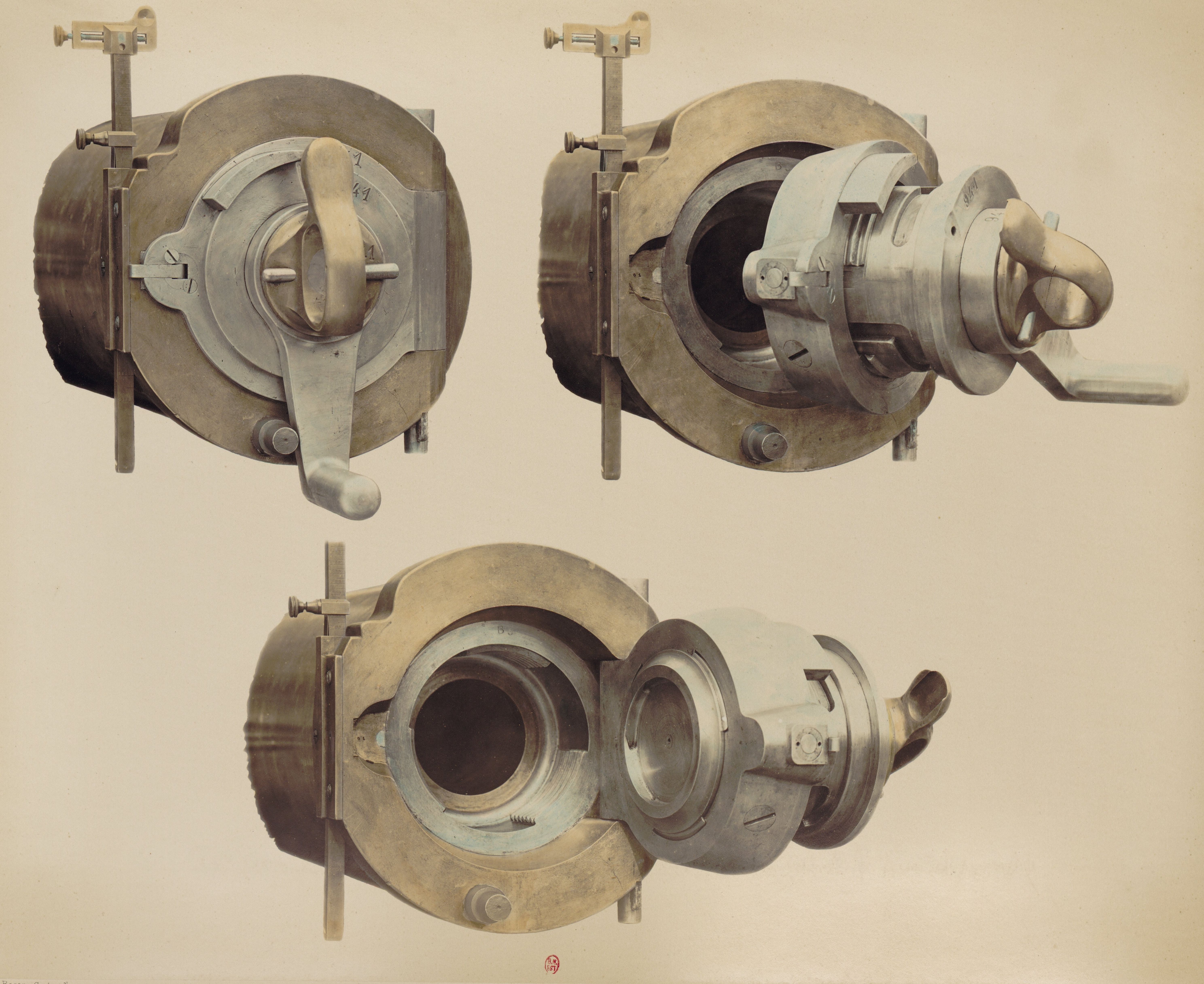
Le mécanisme de fermeture inventé par Charles Ragon de Bange permit un verrouillage efficace de la culasse des canons.

À partir de 1875, la balance entre les deux pencha vers le chargement par la culasse. En effet le capitaine De Bange inventa un mécanisme fiable de fermeture de la culasse qui fut adopté par la France en 1873. De même, l'augmentation de la taille des canons rendit le chargement par la bouche plus complexe. Avec des canons de cette taille, il n'était plus possible de charger à la main et ce chargement devait se faire à l'extérieur de la tourelle et donc exposait les canonniers aux tirs ennemis. En 1882, les canons de 81 tonnes et de 406 mm du HMS Inflexible ne tiraient qu'une fois toutes les 11 minutes lors du bombardement d'Alexandrie pendant la révolte d'Urabi. De même, les canons de 100 tonnes et de 450 mm du cuirassé italien Caio Duilio ne pouvait tirer que quatre fois par heure.
Dans la Royal Navy, le basculement fut finalement fait en 1879. En plus d'avantages significatifs en matière de performances, l'opinion changea après une explosion à bord du HMS Thunderer causée par un double chargement qui ne peut se produire que sur un canon à chargement par la bouche.
À la même époque, il devint également clair que la taille et le poids des canons ne pouvait plus augmenter. Plus le canon est gros, plus il est lent à charger et plus il impose de contraintes sur la coque et sur la stabilité du navire. Le HMS Benbow emportait deux canons de 110 tonnes et de 413 mm et les canons de 450 mm du Enrico Dandolo (en) italien restèrent les plus grands jamais installés sur un navire jusqu'à ceux de 460 mm la classe Yamato japonaise pendant la Seconde Guerre mondiale.
Une autre méthode pour accroître la puissance de feu était de changer le type de projectile ou la nature de la poudre. Les premiers cuirassés utilisaient de la poudre noire dont l'expansion était très rapide après la combustion ; de ce fait les canons étaient relativement courts pour ne pas ralentir le projectile. La rapidité de l'explosion générait des contraintes très importante dans le canon. Une évolution fut de compacter la poudre en grains pour mieux contrôler sa combustion et la rendre plus lente afin de réduire les contraintes sur l'intérieur du tube.
Le développement de la poudre sans fumée, basée sur la nitrocellulose, par le français Paul Vieille en 1884 permit un allongement des canons d'où une plus grande vitesse initiale et un accroissement de l'énergie du projectile. Les canons des cuirassés pré-dreadnoughts des années 1890 tendaient à être d'un calibre plus réduit (généralement 305 mm) mais gagnaient en longueur pour exploiter au maximum l'expansion des gaz. La nature des projectiles changea également durant cette période. Au départ, le meilleur projectile contre les blindages était un boulet de fonte puis des alliages plus dur furent utilisés avant l'introduction de projectiles anti-blindage.

### Disposition de l'armement

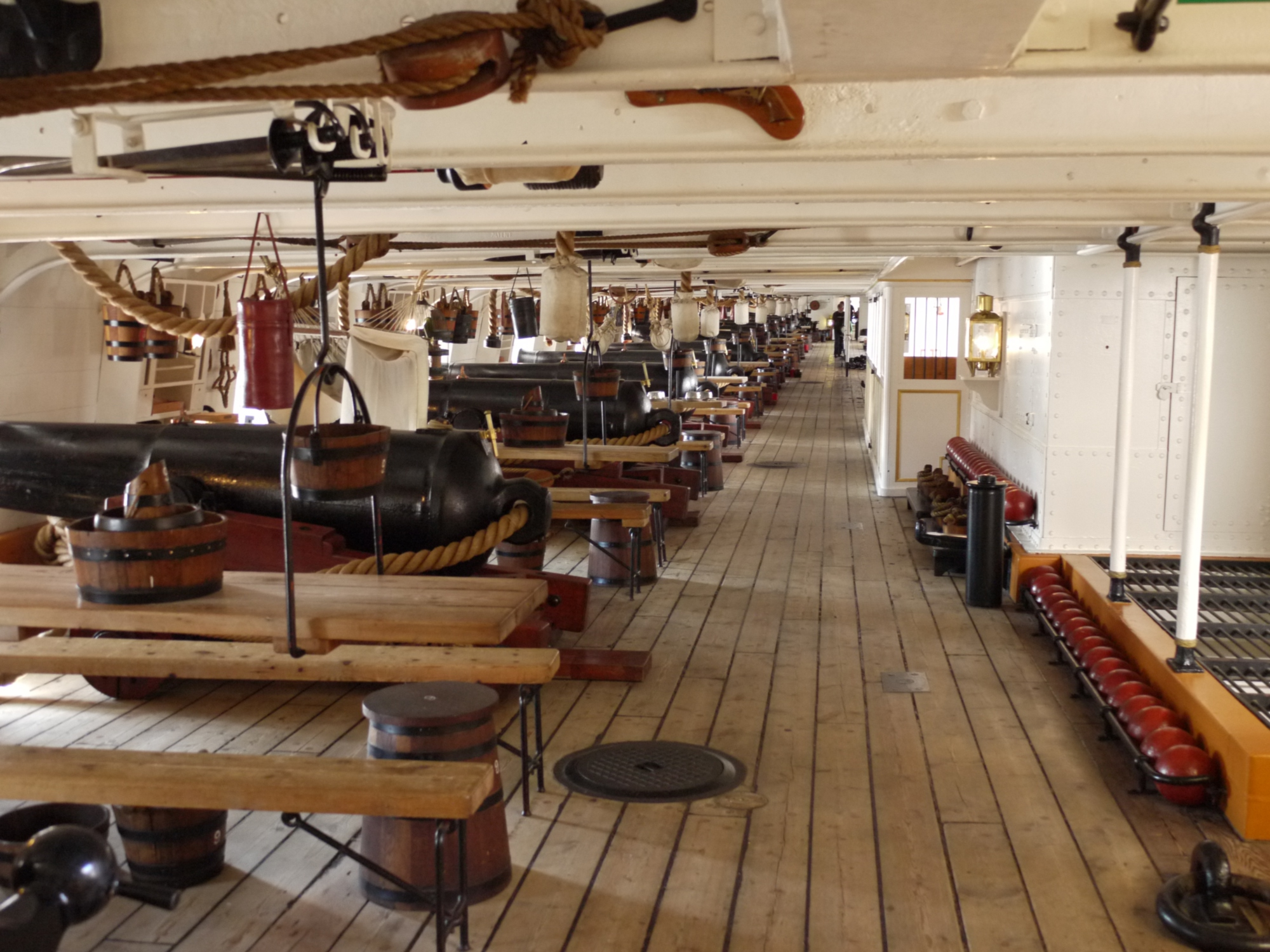
Disposition latérale conventionnelle sur le HMS Warrior de 1860.

Les premiers cuirassés britanniques, français et russes adoptèrent logiquement le dessin des navires de ligne utilisés lors des siècles précédents dont les canons étaient situés en bordées sur les flancs,. La Gloire française et le HMS Warrior britannique sont deux exemples de ce type. Du fait du poids de leur blindage, ils ne pouvaient disposer que d'une seule ligne de canons sur le pont principal plutôt que sur plusieurs ponts.
De nombreux cuirassés de ce type furent construits dans les années 1860, principalement en France et en Grande-Bretagne, mais également en plus petit nombre en Italie, en Autriche-Hongrie, en Russie et aux États-Unis. Cette disposition dans les flancs permettait au navire d'affronter plusieurs adversaires en même temps et le gréement ne bloquait pas le champ de tir. Elle avait également des inconvénients qui devinrent de plus en plus critiques au cours de l'évolution des cuirassés. L'utilisation de canons plus lourds pour percer le blindage adverse signifiait que le navire ne pouvait pas en transporter autant, il fallait donc que chaque pièce puisse être utilisée. De plus l'adoption de l'éperonnage comme tactique dominante impliquait la possibilité de tirer vers l'avant et tout autour du navire. Cela a entraîné la disparition de la disposition en ligne au profit des tourelles et des barbettes.

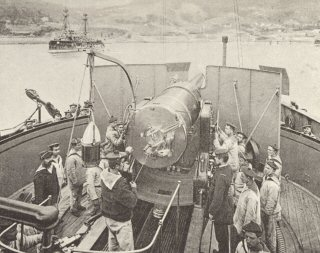
Une barbette sur Le Redoutable de 1876.

Il existait deux options principales à la disposition latérale. Dans l'une, les canons étaient placés dans une casemate fortifiée au milieu du navire : cet arrangement fut appelé batterie centrale. Dans l'autre, les canons étaient disposés dans des structures rotatives fournissant un large champ de tir ; quand ces structures étaient entièrement fermées, on parlait de tourelles ou de barbettes quand il n'y avait pas ou peu de protections.
La batterie centrale était le concept le plus simple et durant les années 1860-1870, elle fut la plus utilisée. Les canons abrités dans la casemate centrale pouvaient pivoter sur eux-mêmes pour tirer sur le côté ou vers l'avant ou l'arrière. Cette concentration des canons au milieu du navire permettait de réduire sa taille et d'augmenter sa manœuvrabilité. Le premier navire de ce type fut le HMS Bellerophon de 1865.
La tourelle fit ses débuts avec l'USS Monitor en 1862 avec un type conçus par l'ingénieur suédois John Ericsson. Un concept concurrent fut proposé par le Britannique Cowper Phipps Coles. La tourelle du Suédois tournait autour d'un axe central et celle de Coles reposait sur des roulements. Les tourelles offraient un champ de tir maximum mais leur usage était difficile dans les années 1860 car le champ était bloqué par les mâts et le gréement. Le second problème était le poids très important des tourelles qui déstabilisait fortement le navire. Ericsson parvint à réaliser une tourelle très protégée en concevant un navire avec un franc-bord délibérément très bas pour éviter ces problèmes. À de nombreux égards, l'USS Monitor avec sa tourelle et son franc-bord bas et le HMS Warrior avec sa bordée représentaient les deux extrêmes des premiers cuirassés. La tentative la plus spectaculaire pour concilier ces deux extrêmes fut le HMS Captain possédant deux tourelles avec un franc-bord très bas mais malgré tout pensé pour naviguer en haute-mer ; il chavira quelques mois après son lancement. Le HMS Inflexible lancé en 1876 disposait de deux tourelles pouvant tirer dans toutes les directions.
Une autre possibilité plus légère que la tourelle était la barbette très populaire dans la flotte française. Celles-ci étaient des tours blindées contenant un canon sur un pivot ; le canon était souvent sur une plateforme élévatrice qui permettait de protéger l'équipage contre les tirs directs mais pas contre les tirs plongeants. La barbette était plus légère qu'une tourelle, nécessitait moins de machineries et ne possédait pas de toit.

### Torpilles

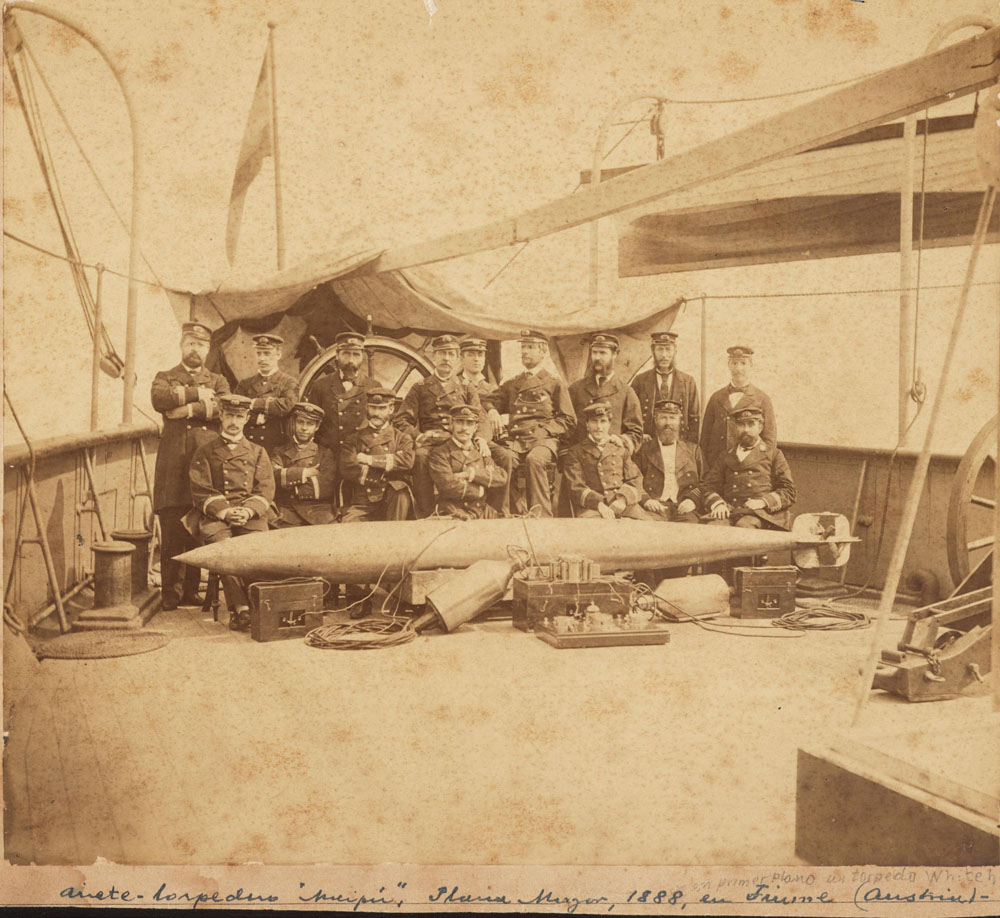
Une torpille Whitehead à bord d'un navire argentin, 1888.

L'ère des cuirassés vit le développement des torpilles explosives comme arme navale, ce qui compliqua la conception et les tactiques des flottes de cuirassés. Les premières torpilles étaient de simples mines largement utilisées durant la guerre de Sécession. Ce conflit vit également l'apparition de la « torpille à espar » qui consistait en une charge explosive poussée contre le flanc d'un navire par un petit navire. Pour la première fois, un navire de grande taille pouvait être menacé par un plus petit et étant donné la relative invulnérabilité du cuirassé face aux obus, la menace des torpilles était prise au sérieux. La Marine américaine convertit quatre de ses monitors en navires sans tourelles portant des torpilles-éperons mais ils ne furent jamais engagés au combat.
La torpille auto-propulsée inventée par Robert Whitehead en 1868 entra dans l'armement des cuirassés dans les années 1880. Cette vulnérabilité face aux torpilles fut critiquée par la pensée navale Jeune École ; selon celle-ci, tout navire suffisamment blindé pour échapper aux obus ennemis sera trop lent pour éviter une torpille. Son influence fut toutefois assez brève et la torpille intégra la combinaison assez confuse des armes emportées par les cuirassés.

## Blindage et construction
Les premiers cuirassés furent construits sur une coque en bois ou en métal et protégés par un blindage en fer forgé renforcé de plaques en bois. La coque en bois resta la base jusque dans les années 1870, en partie à cause de la rareté de l'acier et de son coût élevé.

### Coque

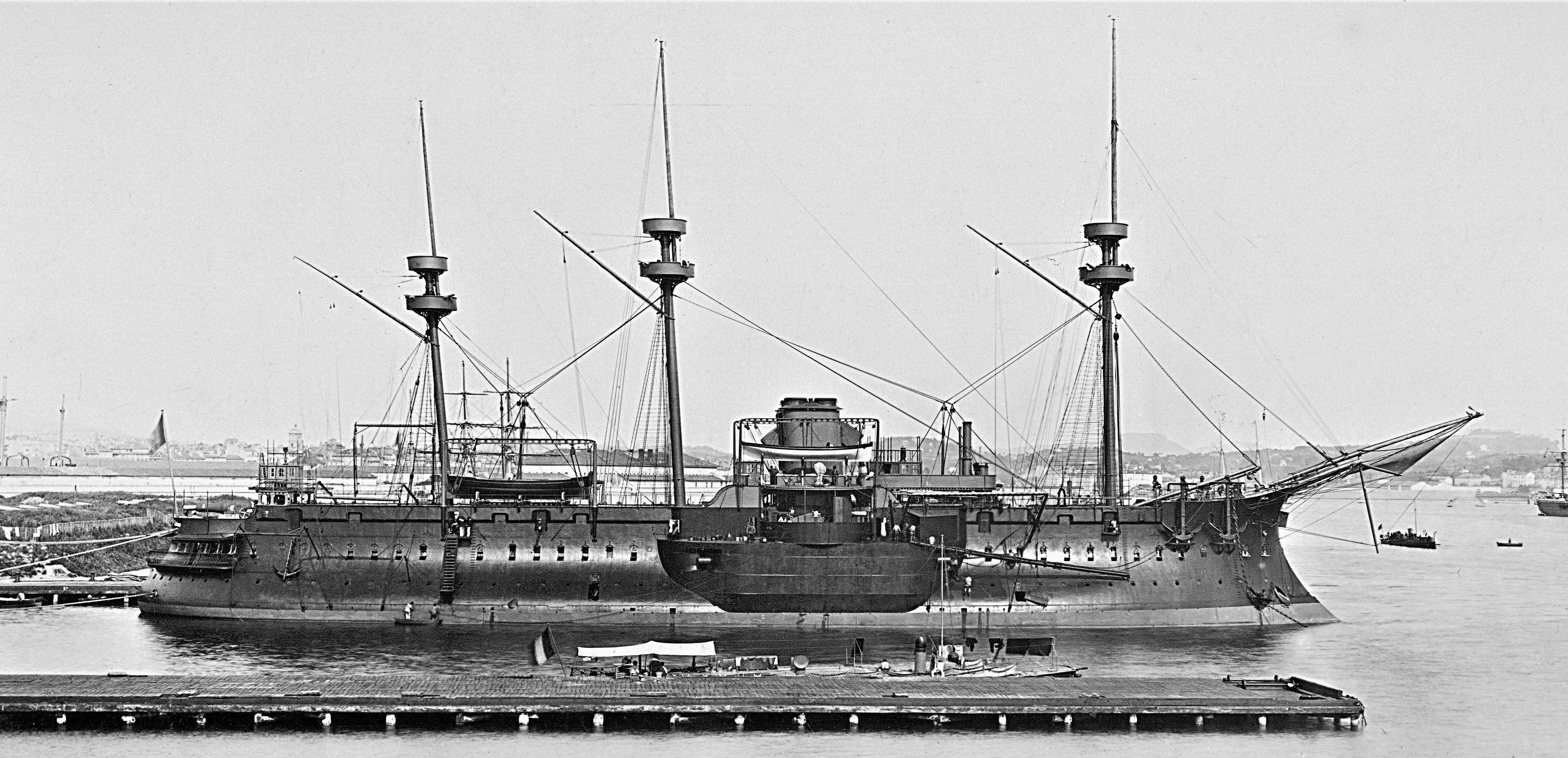
Le Redoutable fut en 1876 le premier cuirassé dont l'acier était à la base de la structure.

L'utilisation de fer facilitait la fabrication de la coque mais elle présentait d'autres problèmes techniques qui firent que la coque en bois resta en service durant de longues années. Des coques en fer furent proposées aux militaires dès 1820. Durant les années qui suivirent, la France, la Grande-Bretagne et les États-Unis expérimentèrent des frégates à coque en fer mais sans blindage. Ces navires furent néanmoins abandonnés car la coque résistait mal aux boulets ; le fer étant plus cassant que le bois et perdait plus rapidement sa forme.
Le fer ne pouvant être utilisé pour la construction de la coque, il fut uniquement utilisé comme matériau de construction et pour le blindage. Cependant, le fer présentait de nombreux avantages pour les architectes navals. Il permit la construction de navires de plus grande taille et au dessin moins contraignant. Il pouvait être produit à la demande et utilisable immédiatement contrairement au bois qui devait sécher. De plus, du fait des grandes quantités de bois nécessaires à la construction d'un navire à vapeur et à la baisse du prix du fer, la coque en fer devint rapidement rentable. Si la France et le Royaume-Uni ont utilisé le bois au lieu du fer pour la construction de leurs cuirassés dans les années 1860, ce furent pour deux raisons différentes. L'industrie sidérurgique française ne pouvait pas répondre à la demande des chantiers navals, quant à la Grande-Bretagne elle devait liquider le bois déjà acheté ainsi que les coques déjà commencées,.
Les coques en bois continuèrent d'être utilisées pour les cuirassés au long rayon d'action car les coques en fer étaient rapidement colonisés par la vie marine, ce qui ralentissait le navire. Cela était gérable pour une flotte européenne proche de ses cales sèches mais problématique pour les navires naviguant loin de la métropole. La seule solution fut de recouvrir la coque par du bois puis par du cuivre, ce qui représentait un travail considérable et prolongea la carrière des coques en bois. Le fer et le bois étaient dans une certaine mesure interchangeables : le Kongo (en) et son jumeau, le Hiei (en) furent construits au Royaume-Uni pour le compte du Japon et si l'un avait une coque en fer, celle de l'autre était composée d'une combinaison de bois et de fer.
Après 1872, l'acier commença à être utilisé comme matériau de construction. Comparé au fer, l'acier autorisait des structures plus résistantes pour un poids inférieur. La flotte française fut la première à l'utiliser avec Le Redoutable lancé en 1876. Son blindage était néanmoins composé de plaques de fer forgé de même qu'une partie de sa coque.
Même si le Royaume-Uni était le leader de la production d'acier, la Royal Navy fut lente à l'adopter. Le procédé Bessemer produisait un acier comportant trop d'imperfections pour la construction d'éléments de grande taille. Les industriels français utilisait le procédé Martin-Siemens pour obtenir un acier adéquat mais la Grande-Bretagne resta à la traîne. Les premiers navires britanniques à coque entièrement en acier furent les croiseurs légers Iris et Mercury lancés en 1877.

### Blindage

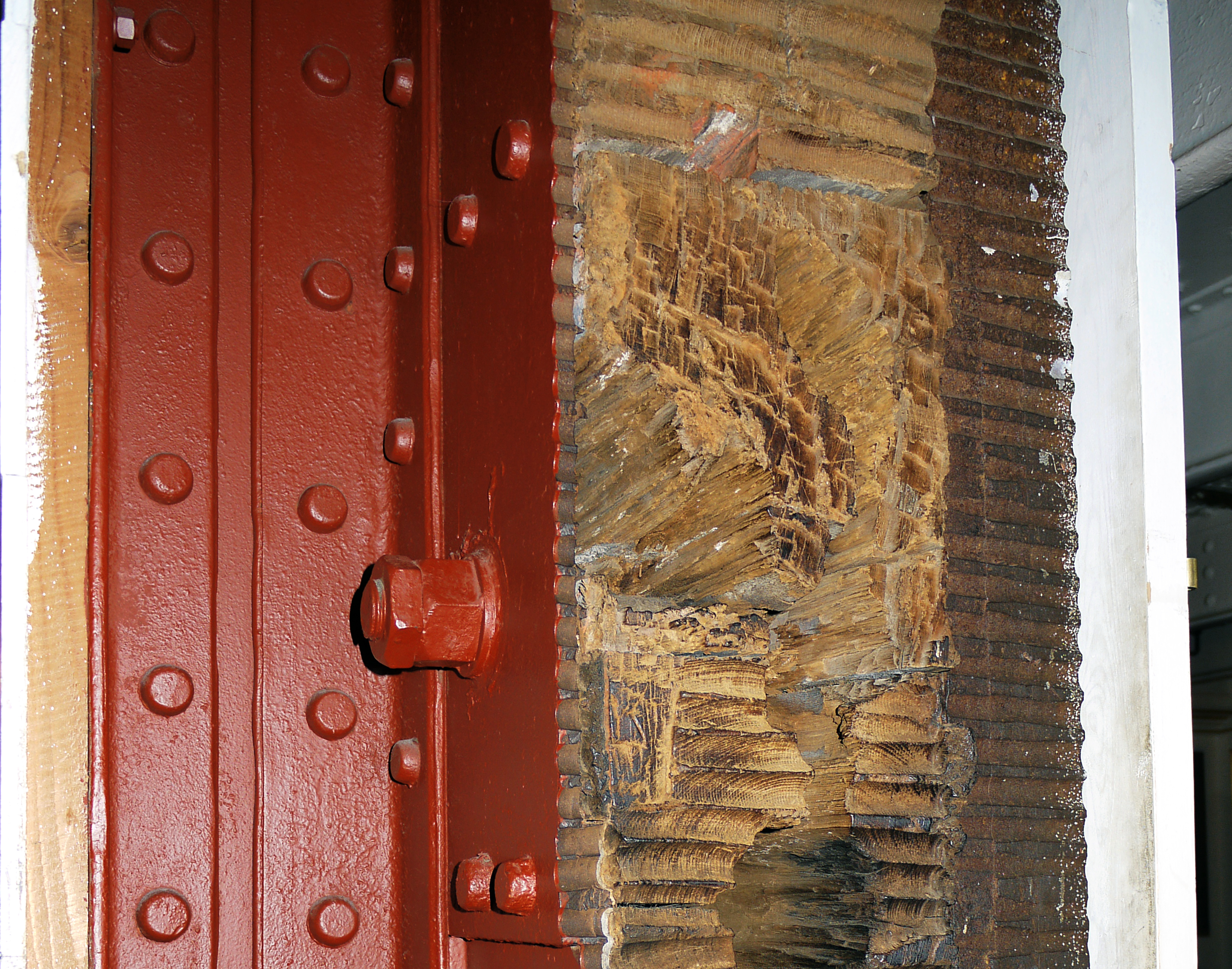
La protection du HMS Warrior avec de droite à gauche : le blindage en fer forgé, le teck et la coque en fer.

Les navires construits à base de fer utilisaient le bois pour leur protection. Le HMS Warrior était protégé par 114 mm de fer forgé renforcé par 381 mm de teck, qui est le bois de construction le plus résistant. Le bois jouait deux rôles : protéger des éclats et empêcher un tir direct sur la structure du navire. Plus tard, le bois et le fer furent combinés en 'sandwich' pour réaliser des blindages plus résistants comme ce fut le cas sur le HMS Inflexible.
L'usage de l'acier en tant que matériau de blindage semblait également aller de soi. Il avait été testé dès les années 1860 mais l'acier de cette époque était trop cassant et se fissurait sous l'impact des projectiles. L'acier devint plus facile à utiliser après la découverte d'une méthode pour combiner l'acier et le fer forgé. Ce blindage composite fut utilisé sur les navires britanniques construits à la fin des années 1870, au départ pour les tourelles (à partir du HMS Inflexible) puis pour l'ensemble du blindage (à partir du HMS Colossus de 1882). Après l'achat de la licence, les Français et les Allemands adoptèrent rapidement cette innovation connue sous le nom de « système Wilson ».
Les premiers cuirassés dont le blindage était entièrement en acier furent le Caio Duilio et le Enrico Dandolo de la Marine italienne. Si leur construction débuta en 1873, il fallut attendre 1877 pour qu'ils reçoivent leur blindage fabriqué en France. Les Britanniques restèrent fidèles à leur blindage composite jusqu'en 1889. Quant aux Français, ils adoptèrent ce même blindage composite en 1880 mais face aux problèmes d'approvisionnement, ils se reportèrent en 1884 sur le blindage entièrement en acier.
Une grande avancée dans les techniques de blindage fut réalisé par les Américains en 1890 avec l'utilisation d'un alliage d'acier et de nickel durci en surface par le procédé Harvey (en) qui était une forme de cémentation. Cet alliage était supérieur à l'association de fer forgé et d'acier. Cet « acier Harvey » fut à la pointe de la technologie jusqu'en 1894 quand Krupp développa un procédé supérieur pour renforcer l'acier. Le SMS Kaiser Friedrich III allemand fut le premier à bénéficier de cet « acier Krupp » en 1895 qui se répandit rapidement dans toutes les marines et au début du XXe siècle, la plupart des nouveaux navires utilisaient cet alliage. Seule la marine américaine continua à utiliser le procédé Harvey jusqu'à la fin de cette décennie.
La résistance équivalente de ces différents blindages était la suivante : 381 mm de fer forgé était équivalent à 305 mm d'acier pur ou d'acier associé au fer forgé, à 197 mm d'« acier Harvey » et à 146 mm d'« acier Krupp ».
La construction des cuirassés préfigurait également les débats qui suivirent sur le dessin des navires de guerre entre un blindage dégressif et un blindage « tout ou rien ». Le HMS Warrior était seulement semi-blindé et aurait pu être détruit par des tirs sur la poupe ou la proue. Comme le blindage devait devenir de plus en plus épais pour résister aux projectiles adverses, la taille des parties du navire complètement protégées ne pouvait que diminuer. Le blindage du HMS Inflexible se limitait essentiellement aux tourelles et à la protection de la salle des machines et des soutes à munitions. Un ingénieux système de cloisons étanches remplies de liège fut installé pour empêcher le naufrage en cas d'un tir direct dans les parties non blindées.

## Propulsion

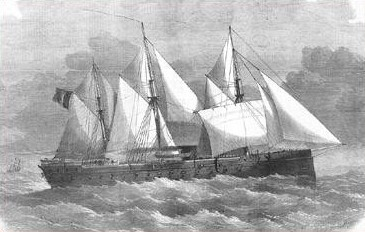
La Gloire naviguant à la voile.

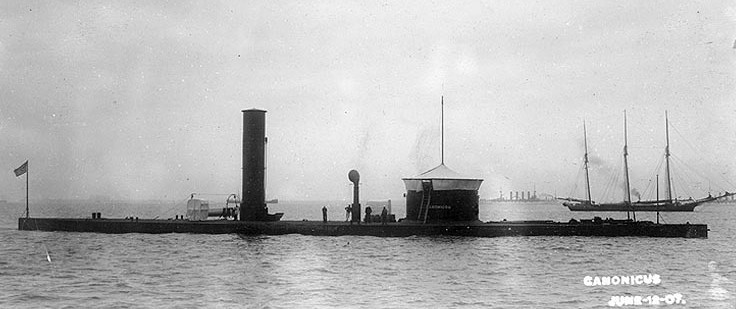
L'USS Canonicus ne possédait pas de mâts.

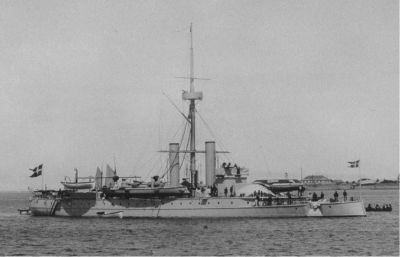
Le cuirassé danois Tordenskjold possédait uniquement un « mât militaire » destiné à la communication par drapeaux.

Les premiers cuirassés de haute mer conservaient les mâts et les voiles de leurs ancêtres en bois mais ceux-ci furent progressivement abandonnés. Les premières machines à vapeur étaient peu efficaces ; les bateaux à vapeur en bois de la Royal Navy ne pouvaient transporter du charbon que pour 5 à 9 jours et la situation était similaire pour les premiers cuirassés. Le HMS Warrior possédait ainsi une propulsion hybride ; il disposait d'hélices rétractables pour réduire la traînée lors de la navigation à la voile (même si en pratique la machine à vapeur tournait toujours au moins au minimum) et une cheminée télescopique qui pouvait être repliée au niveau des ponts inférieurs.
Les navires conçus pour la guerre en eaux peu profondes, comme les batteries flottantes en Crimée ou les monitors américains, ne possédaient pas de mâts. Le HMS Devastation lancé en 1871 fut le premier grand navire de haute mer à renoncer à ses mâts mais il fit figure d'exception. Seule l'Italie qui se concentrait sur des opérations limitées en mer Adriatique n'installa pas de mâts sur ses navires.
Dans les années 1860, les nouveaux modèles de machine à vapeur à double expansion qui consommaient 40 % de charbon en moins que leurs prédécesseurs se répandirent dans les marines. Cependant cette avancée n'était pas suffisante pour condamner le mât. Le débat reste ouvert pour savoir si cela était dû à une forme de conservatisme ou pour de réelles raisons militaires. En effet, une flotte de navires utilisant la vapeur nécessitait un réseau mondial de stations de ravitaillement qui devaient être protégées des attaques ennemies. De plus, à cause de problèmes techniques résiduels sur les chaudières de ces systèmes, le rendement des machines à double expansion était rarement aussi bon en pratique qu'en théorie.
Dans les années 1870, la différenciation entre « cuirassés de première génération » et « navires de bataille » d'un côté et les « croiseurs à long rayon d'action » de l'autre ne fit qu'augmenter. Le besoin de cuirassés disposant d'un blindage très lourd limitait leur vitesse sous voiles tandis que les mats et les gréements gênaient les tourelles et des barbettes. Le HMS Inflexible lancé en 1876 fut le dernier cuirassé britannique à posséder des mâts.
Les voiles continuèrent à être conservées sur les croiseurs à long rayon d'action. Durant les années 1860, la France lança les classes classe Alma et La Galissonnière, des petits cuirassés à long rayon d'action pour des missions outre-mer et les Britanniques répondirent avec la classe Swiftsure en 1870. Le navire russe Amiral général lancé en 1875 était un modèle de vitesse et de rayon d'action qui était capable de distancer la plupart des navires de sa catégorie. Même le HMS Shannon, souvent décrit comme le premier croiseur cuirassé, aurait été incapable de le rattraper. Si le HMS Shannon fut le dernier navire britannique à posséder une hélice rétractable, les croiseurs cuirassés de la fin des années 1870 continuaient de porter des voiles qui les ralentissaient lors de la navigation à la vapeur. Il fallut attendre 1888 et le lancement du HMS Warspite pour que le Royaume-Uni dispose d'un croiseur pouvant rattraper les navires corsaires outre-mer.
L'évolution finale de la propulsion du cuirassé fut l'adoption du moteur à triple expansion à bord du HMS Sans Pareil lancé en 1891. Beaucoup de navires utilisaient également la circulation forcée pour obtenir de la puissance supplémentaire. Ce système resta en vigueur jusqu'à l'arrivée de la turbine à vapeur au milieu des années 1900.

## Les flottes de cuirassés

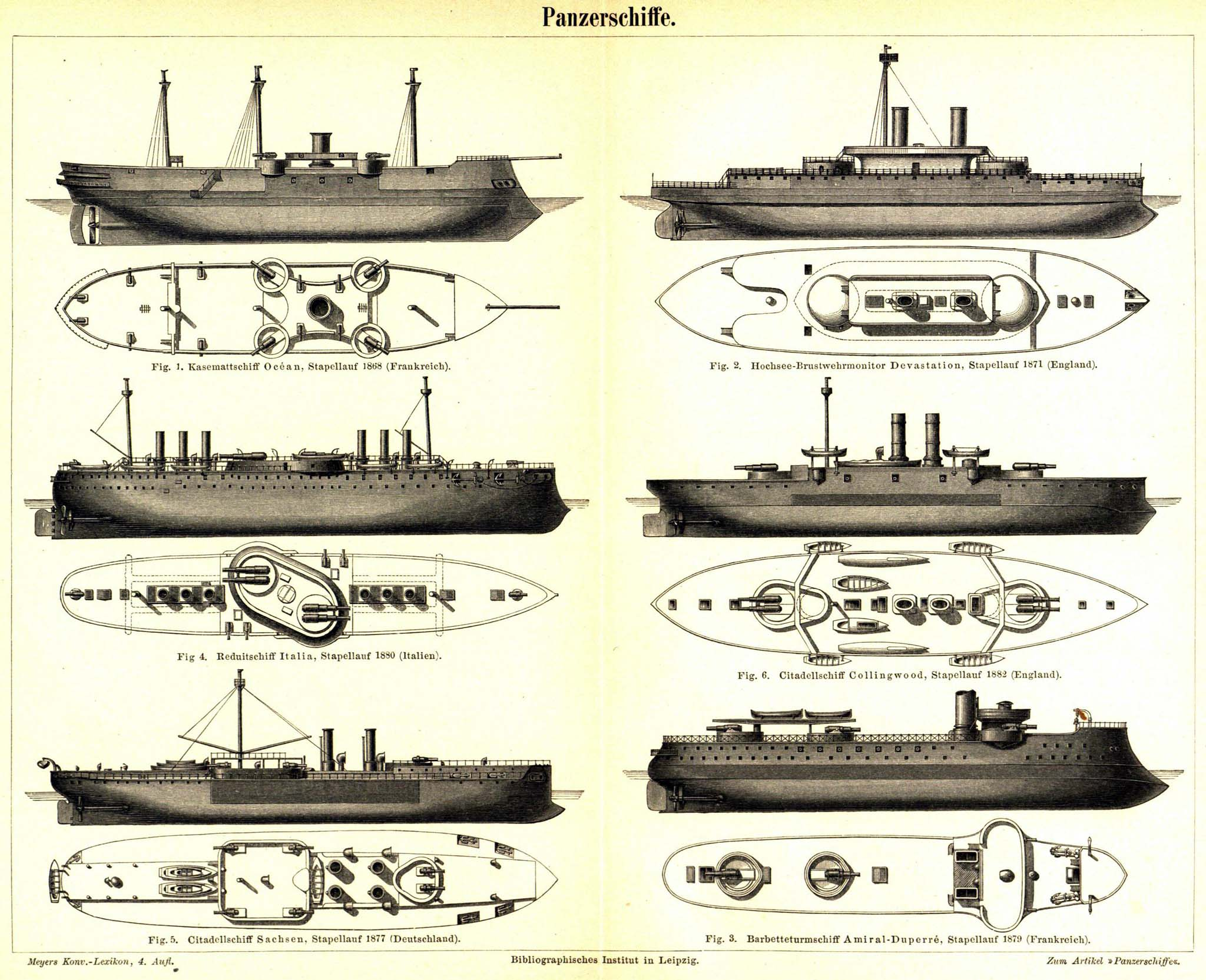
Première colonne : L'Océan français, l'Italia et le Sachsen allemand
Deuxième colonne : Le Devastation et le Collingwood britanniques et l'Amiral Duperré français.

Malgré une diffusion rapide du cuirassé dans les marines nationales, il y eut peu de batailles où ils furent impliqués. La plupart des nations européennes réglaient leurs conflits sur terre et la domination de la Royal Navy était telle qu'elle ne craignait aucun rival. Les confrontations de cuirassés eurent donc lieu lors d'actions coloniales ou entre des puissances navales de second ordre.
Le Royaume-Uni possédait la plus grande flotte du monde durant toute la période des premiers cuirassés. La Royal Navy fut la seconde à adopter des navires de guerre de ce type et elle les utilisa dans un grand nombre de situations. À l'ère de la voile, la stratégie britannique était de réaliser un blocus des ports ennemis. Le manque d'endurance des navires à vapeur rendit cette tactique impossible. La nouvelle stratégie était donc d'attaquer la flotte ennemie dans ses ports dès que la guerre était déclarée. Pour cela, elle développa une série de cuirassés destinés aux bombardements côtiers. Les premiers de ce type furent issus de la classe Devastation. Ces navires furent les précurseurs des cuirassés modernes. Durant les années 1860 et 1870, la Royal Navy était largement supérieure à ses rivales mais à partir de 1880, les inquiétudes face aux menaces françaises et allemandes culminèrent avec l'adoption du Naval Defence Act de 1889. Celle-ci reprenait l'idée que la Grande-Bretagne devait posséder autant de navires que les deux marines suivantes combinées. Cela déclencha une production effrénée de navires dans les années 1880 et 1890.
Les navires britanniques ne participèrent à aucune guerre majeure durant cette période. Les seules actions eurent lieu lors de batailles coloniales ou lors d'engagement unilatéraux tels que le bombardement d'Alexandrie en 1882 lors de la révolte d'Urabi où une flotte britannique ouvrit le feu sur les fortifications du port d'Alexandrie. Le bombardement dura une journée et força les Égyptiens à se retirer ; Les tirs égyptiens furent nombreux mais ne tuèrent que cinq marins britanniques.
La France construisit le premier cuirassé pour tenter de prendre l'avantage sur le Royaume-Uni mais elle ne pouvait suivre le rythme de construction britannique. En dépit de nombreuses innovations comme les armes à chargement par la culasse et la construction en acier, la flotte française ne put jamais égaler la Royal Navy. À partir de 1870, la France cessa de construire des cuirassés sous l'influence de la Jeune École pensant que l'avenir de la guerre navale passerait par les torpilleurs et les croiseurs légers. Tout comme la Royal Navy, la flotte française n'eut pas beaucoup à combattre ; le blocus des ports allemands durant la guerre franco-prussienne de 1870 fut inefficace et la guerre se déroula entièrement sur terre.

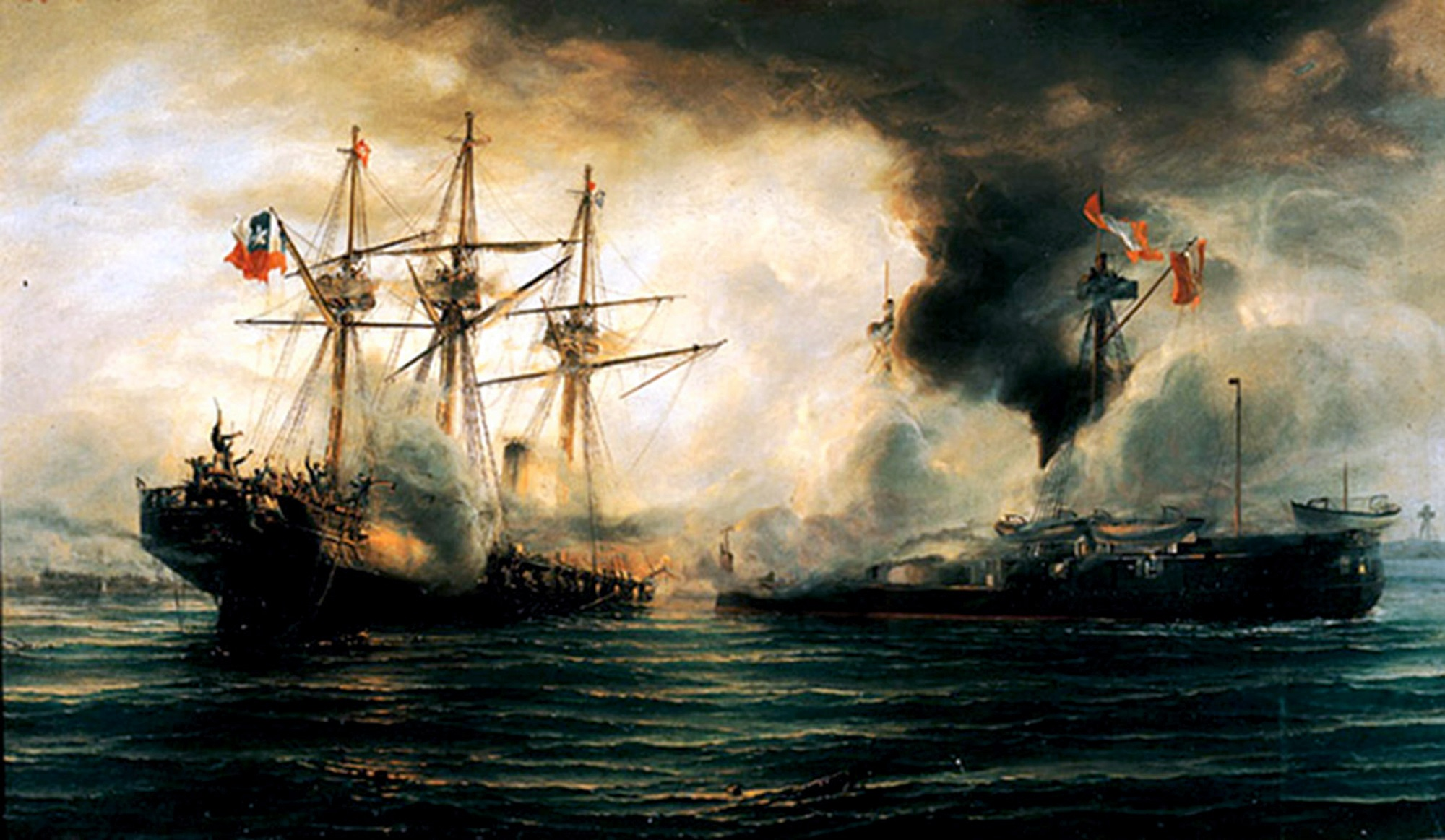
La bataille navale d'Iquique au cours de laquelle le cuirassé péruvien Huascar coula la corvette voilier chilienne Esmeralda.

La Russie construisit de nombreux cuirassés, généralement des copies des modèles français et britanniques. Néanmoins, il y eut de réelles innovations telles que le premier vrai croiseur cuirassé, l'Amiral général ou le remarquablement mal conçu Novgorod. La flotte russe fut la pionnière de l'utilisation des torpilleurs lors de la guerre russo-turque de 1877-1878, principalement à cause du nombre et de la qualité des cuirassés ottomans. La Russie développa sa marine durant les années 1880 et 1890 avec des navires modernes mais ceux-ci étaient manœuvrés par des équipages inexpérimentés et par des officiers soumis au pouvoir politique ; cela fut l'une des causes majeures du désastre de Tsushima le 27 mai 1905.
La Marine américaine termina la guerre de Sécession avec une cinquantaine de navires côtiers de type monitor ; à partir des années 1870, la plupart d'entre eux fut mis en réserve, ce qui laissa la flotte américaine sans cuirassé. Le type monitor étant cantonné aux côtes, les États-Unis ne pouvaient se projeter outre-mer et jusqu'en 1890, ils auraient été écrasés lors d'une confrontation avec l'Espagne ou avec des puissances moyennes d'Amérique latine. Les années 1890 virent les débuts de la grande flotte blanche et ce furent les modernes pré-dreadnoughts et les croiseurs cuirassés construits durant cette période qui battirent la flotte espagnole lors de la guerre hispano-américaine en 1898.

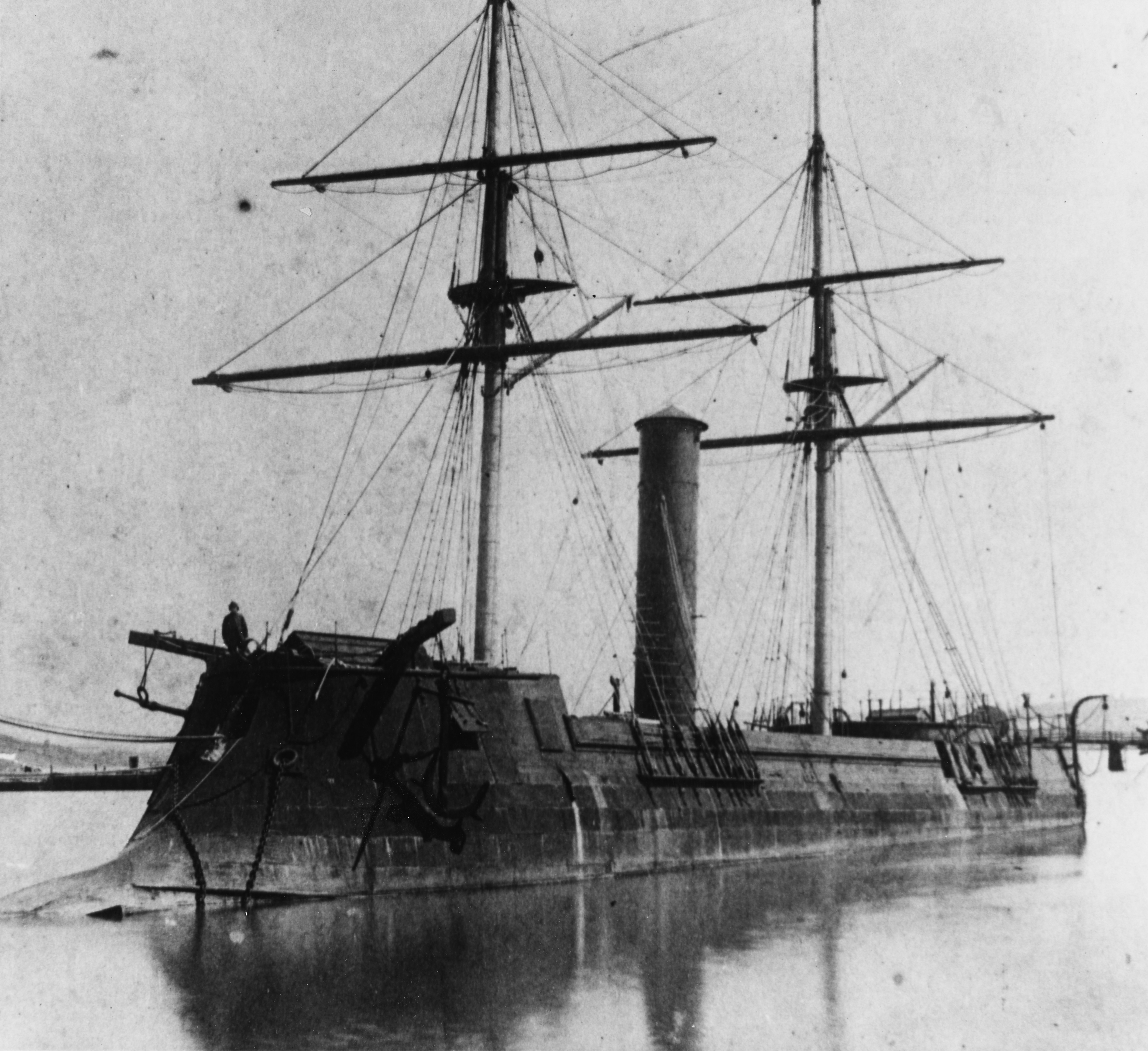
Le cuirassé construit en France et destiné à la Confédération, le CSS Stonewall, devint le premier cuirassé japonais sous le nom de Kōtetsu.

Les cuirassés furent largement utilisés en Amérique latine. L'Espagne et les forces combinées du Pérou et du Chili les utilisèrent lors de la guerre hispano-sud-américaine au début des années 1860. Le puissant cuirassé espagnol Numancia participa à la bataille de Callao mais fut incapable d'infliger des dégâts importants aux défenses portuaires. De son côté, le Pérou parvint à déployer deux petits cuirassés construits localement et fondés sur le dessin de ceux utilisés lors de la guerre de Sécession : Le Loa (un navire en bois converti en cuirassé) et le Victoria (un petit monitor armé d'un unique canon de 30 kg), de même que deux cuirassés construits en Grande-Bretagne, l'Independencia et le Huáscar. Le Numancia fut le premier cuirassé à faire le tour du monde en arrivant à Cadix le 20 septembre 1867. Durant la guerre du Pacifique en 1879, le Chili et le Pérou utilisèrent des cuirassés dont certains avaient combattu l'Espagne. Tandis que l'Independencia s'était échoué quelque temps auparavant, le cuirassé Huascar fit forte impression en menant des attaques audacieuses contre les ports chiliens qui retardèrent l'invasion chilienne de six mois ; il fut finalement capturé par deux cuirassés chiliens plus modernes lors de la bataille d'Angamos.
Les cuirassés furent également utilisés dès la création de la Marine impériale japonaise. Le cuirassé Kōtetsu (en japonais : 甲鉄, littéralement « cuirassé », et plus tard renommé Azuma 東, « Est ») eut un rôle décisif lors la bataille de la baie de Hakodate en 1869 qui mit fin à la guerre de Boshin et permit l'établissement de la dynastie Meiji. La marine japonaise continua de se développer en commandant des navires de guerre aux chantiers navals européens. Ces navires furent engagés contre la flotte chinoise qui lui était supérieure sur le papier au moins jusqu'à la bataille du fleuve Yalou en 1894. Grâce à leur puissance de feu supérieure à courte portée, la flotte japonaise réussit à couler ou gravement endommager huit navires tout en n'ayant que 4 navires légèrement touchés. La guerre navale continua jusqu'à la bataille de Weihaiwei l'année suivante lorsque les derniers navires chinois se rendirent aux Japonais.

## Postérité

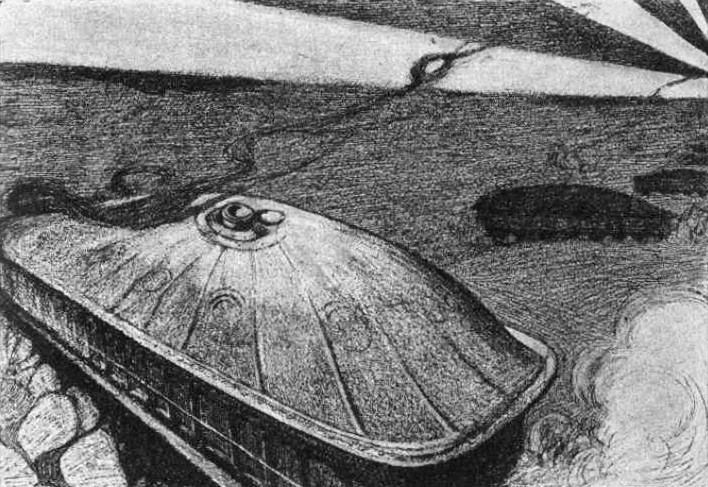
Illustration de 1904 de la nouvelle Les Cuirassés de terre de H. G. Wells montrant des véhicules blindés.

Vers la fin du XIXe siècle, les termes anglais pour cuirassé et croiseur cuirassé ont remplacé celui de cuirassé (ironclad). En français, l'appellation générique de « cuirassé » ne fut pas remise en cause par le passage aux coques d'acier. La prolifération des différents modèles de cuirassés prit fin à la fin des années 1890 avec un relatif consensus sur le type connu sous le nom de pré-dreadnought. La plupart des cuirassés construits dans les années 1870 et 1880 servirent lors de la première décennie du XXe siècle. Une poignée de monitors américains lancés juste après la guerre de Sécession servit durant la Première Guerre mondiale et les derniers cuirassés de la fin du XIXe siècle connurent parfois la Seconde Guerre mondiale.
Les cuirassés ont eu une certaine influence sur l'histoire du char de combat en étant une source d'inspiration pour les premiers véhicules blindés. H. G. Wells, dans sa nouvelle Les Cuirassés de terre (The Land Ironclads) publiée dans Strand Magazine en décembre 1903, décrit l'utilisation de larges véhicules blindés et tout-terrain équipés de canons et de mitrailleuses et propulsés par l'ancêtre des chenilles (en).
Plusieurs de ces navires ont été préservés ou reconstruits :
- le HMS Warrior est aujourd'hui un navire musée et se trouve à Portsmouth au Royaume-Uni ;
- le Huáscar est également un navire musée dans le port chilien de Talcahuano ;
- L'USS Cairo de la classe City est exposé au Vicksburg National Military Park à Vicksburg dans le Mississippi ;
- les béliers cuirassés hollandais Buffel et Schorpioen sont exposés respectivement à Rotterdam et à Le Helder ;
- des éléments de l'USS Monitor ont été récupérés et sont conservés et exposés au Mariners' Museum and Park de Newport News en Virginie.